# Olympische Sommerspiele 1936
| Platz                          | Land               | G  | S  | B  | Ges. |
| ------------------------------ | ------------------ | -- | -- | -- | ---- |
| 1                              | Deutsches Reich    | 33 | 26 | 30 | 89   |
| 2                              | Vereinigte Staaten | 24 | 20 | 12 | 56   |
| 3                              | Ungarn             | 10 | 1  | 5  | 16   |
| 4                              | Königreich Italien | 8  | 9  | 5  | 22   |
| 5                              | Finnland           | 7  | 6  | 6  | 19   |
| 6                              | Frankreich         | 7  | 6  | 6  | 19   |
| 7                              | Schweden           | 6  | 5  | 9  | 20   |
| 8                              | Japan              | 6  | 4  | 8  | 18   |
| 9                              | Niederlande        | 6  | 4  | 7  | 17   |
| 10                             | Großbritannien     | 4  | 7  | 3  | 14   |
| 11                             | Österreich         | 4  | 6  | 3  | 13   |
| …                              | …                  | …  | …  | …  | …    |
| 16                             | Schweiz            | 1  | 9  | 5  | 15   |
| Vollständiger Medaillenspiegel |                    |    |    |    |      |

Die Olympischen Sommerspiele 1936 (offiziell Spiele der XI. Olympiade genannt) wurden vom 1. bis 16. August 1936 in Berlin ausgetragen. Die meisten Wettkämpfe fanden auf dem Reichssportfeld statt, mit dem Olympiastadion als zentraler Arena. Mit 49 teilnehmenden Nationen und 3961 Athleten stellten die Olympischen Spiele in Berlin einen neuen Teilnehmer- und Besucherrekord auf. Erstmals fand ein olympischer Fackellauf statt und im neuen Medium Fernsehen waren ausgewählte Wettkämpfe zu sehen.
Herausragender Sportler war der US-amerikanische Leichtathlet Jesse Owens, der vier Goldmedaillen gewann. Erfolgreichster deutscher Athlet war Konrad Frey. Der Kunstturner errang drei Goldmedaillen, eine Silbermedaille und zwei Bronzemedaillen.
Neben der sportlichen Bedeutung waren die beiden im Deutschen Reich stattfindenden Winter- und Sommerspiele 1936 besonders dadurch gekennzeichnet, dass sie von Hitler und der NSDAP systematisch dazu benutzt wurden, den NS-Staat im Ausland positiv darzustellen. Im Inland wurde schon im Vorfeld eine damals noch weitgehend unübliche massive staatliche Förderung aussichtsreicher Athleten mit dem Ziel betrieben, die US-Mannschaft von der Spitze des Medaillenspiegels zu verdrängen. Dieses Ziel wurde deutlich erreicht und von der NS-Propaganda sowohl politisch als auch rassistisch verwertet.

## Wahl des Austragungsortes
Bereits die VI. Olympischen Spiele 1916 waren vom Internationalen Olympischen Komitee (IOC) nach Berlin vergeben worden. Mitten in die Vorbereitungen fiel der Beginn des Ersten Weltkriegs, der schließlich zur Absage der Spiele führte. Nach Kriegsende schloss das IOC Deutschland als „offiziellen Kriegsverursacher“ aus der olympischen Gemeinschaft aus. Der Bann dauerte bis 1925. Seit der Wiederaufnahme in das IOC beschäftigte sich die Führung des Deutschen Olympischen Ausschusses mit dem Gedanken, die Spiele erneut nach Berlin zu holen. Theodor Lewald, Präsident des Ausschusses, schrieb am 25. Februar 1929 einen Brief an Oberbürgermeister Gustav Böß, in dem er eine wiederholte Bewerbung Berlins vorschlug.
Beim Ende Mai 1930 in Berlin stattfindenden IX. Olympischen Kongress stellte die Reichshauptstadt ihre Kandidatur vor. Reichsinnenminister Joseph Wirth legte den Plan in seiner Eröffnungsrede im Audimax der Friedrich-Wilhelms-Universität dar, ohne allerdings konkret auf einen Austragungsort oder das Jahr der Spiele einzugehen. Die Bewerbung für 1936 wurde erst am Abend bei einem Bankett im Roten Rathaus ausgesprochen. Zu diesem Zeitpunkt hatten sich außer Berlin auch Alexandria, Barcelona, Budapest, Buenos Aires, Dublin, Frankfurt am Main, Helsinki, Köln, Lausanne, Nürnberg, Rio de Janeiro und Rom beworben. Ein Jahr später, zur 30. Session des IOC in Barcelona, waren aber nur noch vier Kandidaten übrig geblieben. Als dann auch noch Budapest und Rom ihre Kandidaturen zurückzogen, kam es zu einer Stichwahl zwischen Barcelona und Berlin.
Eine erste Abstimmung ergab eine Mehrheit für Berlin. Da aufgrund der Unruhen in Spanien bei diesem Treffen jedoch nur 20 der damals 67 IOC-Mitglieder anwesend waren, schlug IOC-Präsident Henri de Baillet-Latour mit Zustimmung der beiden deutschen Delegierten vor, den abwesenden Mitgliedern die Möglichkeit einer telegrafischen Abstimmung oder einer Briefwahl einzuräumen. Die endgültige Auszählung der Stimmen fand am 13. Mai 1931 im Sitz des IOC in Lausanne in Anwesenheit von Bürgermeister Paul Perret und IOC-Vizepräsident Godefroy de Blonay statt. Schließlich hatten sich 43 IOC-Mitglieder für Berlin und 16 für Barcelona entschieden sowie 8 der Stimme enthalten.

## Aufruf zum Boykott
Als 1931 das offizielle Ergebnis der Abstimmung über die Vergabe der Spiele nach Berlin bekannt gegeben wurde, schien die Durchführung der Spiele nach den Grundsätzen der „olympischen Idee“ für das Deutschland der Weimarer Republik noch möglich zu sein. Nach der Machtergreifung Hitlers am 30. Januar 1933 rief aber insbesondere in den USA die Diskriminierung der Juden eine Welle der Empörung und Verachtung hervor und führte zu Überlegungen, die Olympischen Spiele in Deutschland zu boykottieren. Eine breite Öffentlichkeit, aus der die Fair-Play-Bewegung hervorging, hatte erhebliche Zweifel an der Einhaltung und Achtung der „Olympischen Charta“ durch Deutschland und forderte Chancengleichheit für alle Teilnehmer, unabhängig von Konfession und Rasse. IOC-Präsident Henri de Baillet-Latour sah sich deshalb auf der 32. Tagung des IOC vom 5. bis 7. Juni 1933 in Wien dazu bewegt, eine mögliche Verlegung der Olympischen Spiele 1936 auf die Tagesordnung zu setzen, sollte die deutsche Reichsregierung nicht bereit sein, eine schriftliche Garantieerklärung abzugeben, die Regeln der „olympischen Idee“ einzuhalten. Außenpolitisch kompromissbereit, verpflichtete sich die NS-Regierung, die olympischen Regeln konsequent zu erfüllen. Sie versprachen freien Zugang für alle Rassen und Konfessionen in die Olympiamannschaften sowie Duldung eines politisch unabhängigen Organisationskomitees (OK). Dies wurde in der Praxis jedoch nicht umgesetzt. Von dieser Zusage auf Verwaltungsebene war Hitler nicht informiert, so dass sich nach seinem längeren Gespräch mit dem IOC-Mitglied Gen. Charles H. Sherrill ein erheblicher Streit anbahnte, den erst der Reichssportführer beendete, indem er behauptete, dass Juden die "moralische Qualität" fehle, Deutschland zu vertreten.
Eine besondere Rolle spielten deutsche linksintellektuelle Emigranten in Frankreich, die vor allem im „Pariser Tageblatt“ gegen die Durchführung der Olympischen Spiele in Deutschland protestierten. Um diese verschiedenen Aktivitäten gegen die Austragung der Olympischen Spiele 1936 in Berlin zu koordinieren, gründete sich am 7. Dezember 1935 in Paris das „Comité international pour le respect de l’esprit olympique“. Es bestand aus Mitgliedern der Komitees zur Verteidigung der olympischen Idee Großbritanniens, Frankreichs, der Niederlande, der skandinavischen Länder, der Tschechoslowakei sowie der Schweiz und hatte auch Verbindung zum US-amerikanischen Fair-Play-Komitee.

„Ein Regime, das sich stützt auf Zwangsarbeit und Massenversklavung; ein Regime, das den Krieg vorbereitet und nur durch verlogene Propaganda existiert, wie soll ein solches Regime den friedlichen Sport und freiheitlichen Sportler respektieren? Glauben Sie mir, diejenigen der internationalen Sportler, die nach Berlin gehen, werden dort nichts anderes sein als Gladiatoren, Gefangene und Spaßmacher eines Diktators, der sich bereits als Herr dieser Welt fühlt.“

Das Komitee unterstützte auch die Vorbereitungen der als Gegenolympiade geplanten Volksolympiade vom 19. bis 26. Juli 1936 in Barcelona, die wegen des einsetzenden Spanischen Bürgerkrieges abgebrochen werden musste, sowie die antifaschistische Kunstausstellung „de olympiade onder dictatuur“ in Amsterdam. Insgesamt blieb dieser Widerstand jedoch chancenlos gegenüber der nationalsozialistischen Propagandamaschinerie, der das IOC gerne Glauben schenkte.
Größeres Gewicht kam da den Boykottbestrebungen in den USA zu, die bereits 1933 begonnen hatten und durch die Verabschiedung der „Nürnberger Rassengesetze“ vom 15. September 1935 nachhaltig bekräftigt wurden. Hier hatte sich eine breite Fair-Play-Bewegung gebildet, die von den großen Sportverbänden der „Amateur Athletic Union“ (AAU), der größten Gewerkschaftsorganisation „American Federation of Labor“ (AFL), Universitäten und prominenten Sportlern getragen wurde. Der damalige Präsident der AAU, Avery Brundage, übernahm die Terminologie der Olympiagegner und forderte seinerseits „Fair Play for American Athletes“, indem man sie zu den Olympischen Spielen reisen lassen solle, um dort zu zeigen, dass das freiheitliche amerikanische System dem Faschismus überlegen sei. Ein Boykott der Olympischen Spiele in Deutschland durch die USA hätte einen erheblichen Imageverlust für das nationalsozialistische Regime bedeutet. Die US-amerikanische Regierung wollte ausdrücklich keinen Einfluss auf die Diskussion nehmen und stellte der AAU die Entscheidung über Teilnahme oder Boykott frei. Auf der Jahreshauptversammlung der US-amerikanischen „Amateur Athletic Union“ sollte im Dezember 1935 über die Olympiateilnahme der USA entschieden werden. Als Avery Brundage in seiner Funktion als Vorsitzender des US-amerikanischen NOKs und ein entschiedener Befürworter einer US-Teilnahme sah, dass er die Abstimmung möglicherweise verlieren würde, verzögerte er die Entscheidung um einen Tag. Über Nacht zitierte er per Telegramm weitere stimmberechtigte Delegierte herbei. Die Befürworter setzten sich am 8. Dezember 1935 mit 58:56 Stimmen gegen die Boykottunterstützer um AAU-Präsident Jeremiah T. Mahoney durch und die USA nahmen an den Olympischen Spielen in Berlin teil. Die meisten anderen Nationen schlossen sich darauf dieser Haltung an. Nur die Sowjetunion sagte ihre Teilnahme ab, wie zuvor schon bei allen Olympischen Spielen nach dem Ersten Weltkrieg.
Zusätzlich zur Abwehr des Boykotts der US-Mannschaft "kuschte" Avery Brundage vor den Nazis, indem er amerikanische jüdische Sportler nicht antreten ließ. Für das Finale der 4-mal-100-Meter-Staffel der Männer waren zwei jüdische Sprinter aufgestellt worden: Sam Stoller als Startläufer, Marty Glickman als zweiter. Doch am Tag vor dem Finale wurden sie aus der Staffel genommen.

## Fackellauf

### Idee und Route

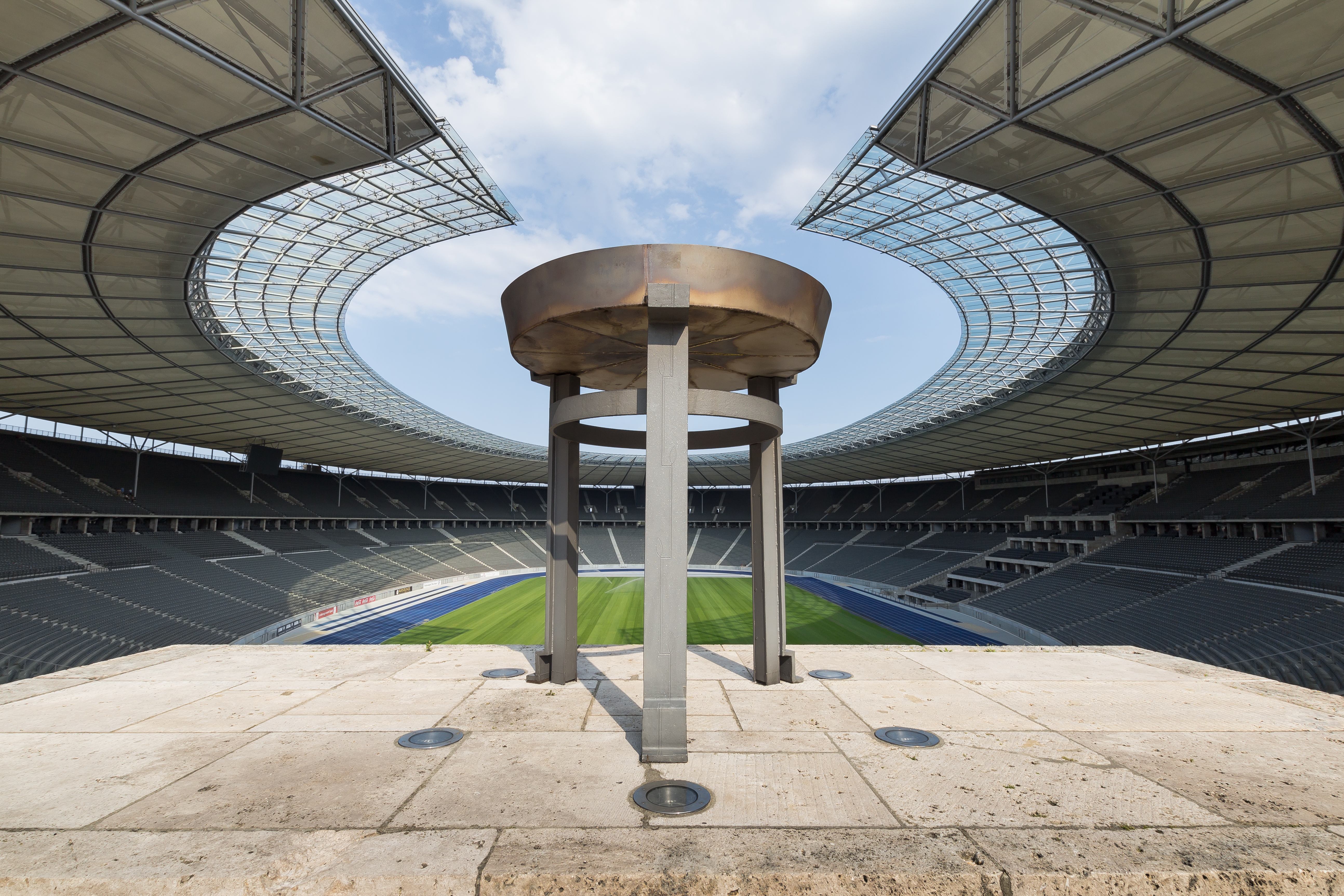
Die Schale für das olympische Feuer, über dem Marathontor (August 2015)

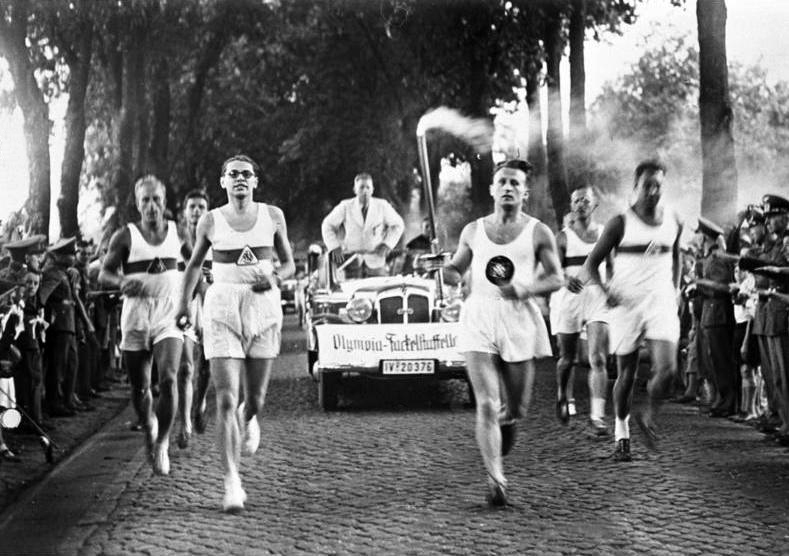
Olympischer Fackelläufer auf dem Weg nach Berlin

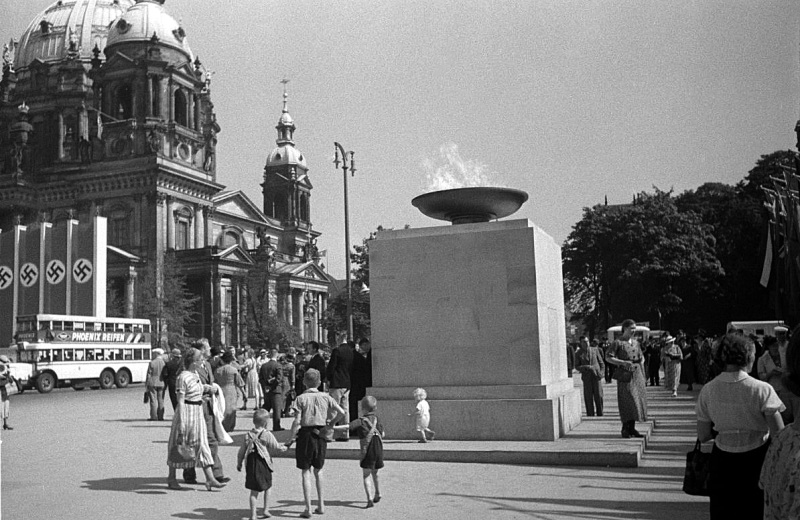
„Altar“ mit olympischem Feuer vor dem Berliner Schloss; im Hintergrund der Dom

Zu diesen Olympischen Spielen fand zum ersten Mal ein olympischer Fackellauf statt. Nach der Idee von Carl Diem wurde eine olympische Fackel in Griechenland entzündet und durch 3400 Fackelläufer zur Eröffnungsveranstaltung nach Berlin getragen. Der Lauf führte durch sieben Länder über eine Distanz von 3075 Kilometern. Die Strecke war von Mitarbeitern des Propagandaministeriums festgelegt und vermessen worden.
Der Lauf begann in Olympia (20. Juli) und führte über die Stationen Athen, Delphi, Sofia (25. Juli), Belgrad (27. Juli), Budapest (28. Juli), Wien (29. Juli) und Prag (30. Juli). Am 1. August um 11:42 Uhr erreichte die Fackel das Berliner Stadtgebiet.
Bevor das olympische Feuer ins Olympiastadion gebracht wurde, feierte man seine Ankunft in einer „Weihestunde“ mit 20.000 Hitlerjungen und 40.000 SA-Männern im Lustgarten. Zwei „Altäre“, einer im Lustgarten und einer vor dem gegenüberliegenden Berliner Schloss, wurden von Fackelläufer Siegfried Eifrig entzündet. Sie brannten während der gesamten Olympischen Spiele.
Der Schlussläufer des Fackellaufes war der Leichtathlet Fritz Schilgen, er entzündete während der Eröffnungsveranstaltung die olympische Flamme. Anschließend brachten Fackelläufer die Flamme zu den olympischen Wettkampfstätten in Kiel (2. August) und Berlin-Grünau (7. August).

### Die Fackel (Fackelhalter)

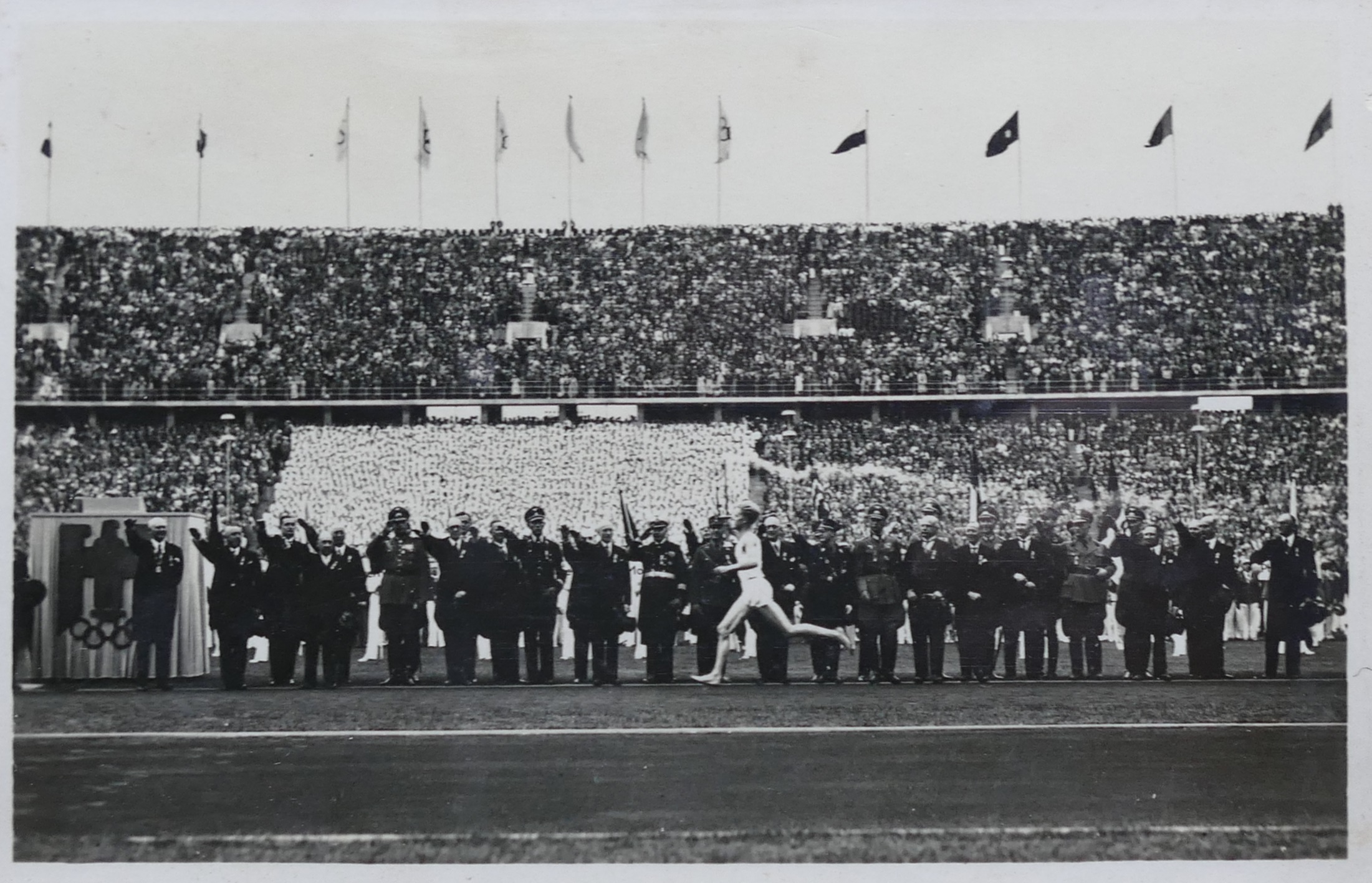
Der Schlussläufer Fritz Schilgen entzündete das olympische Feuer

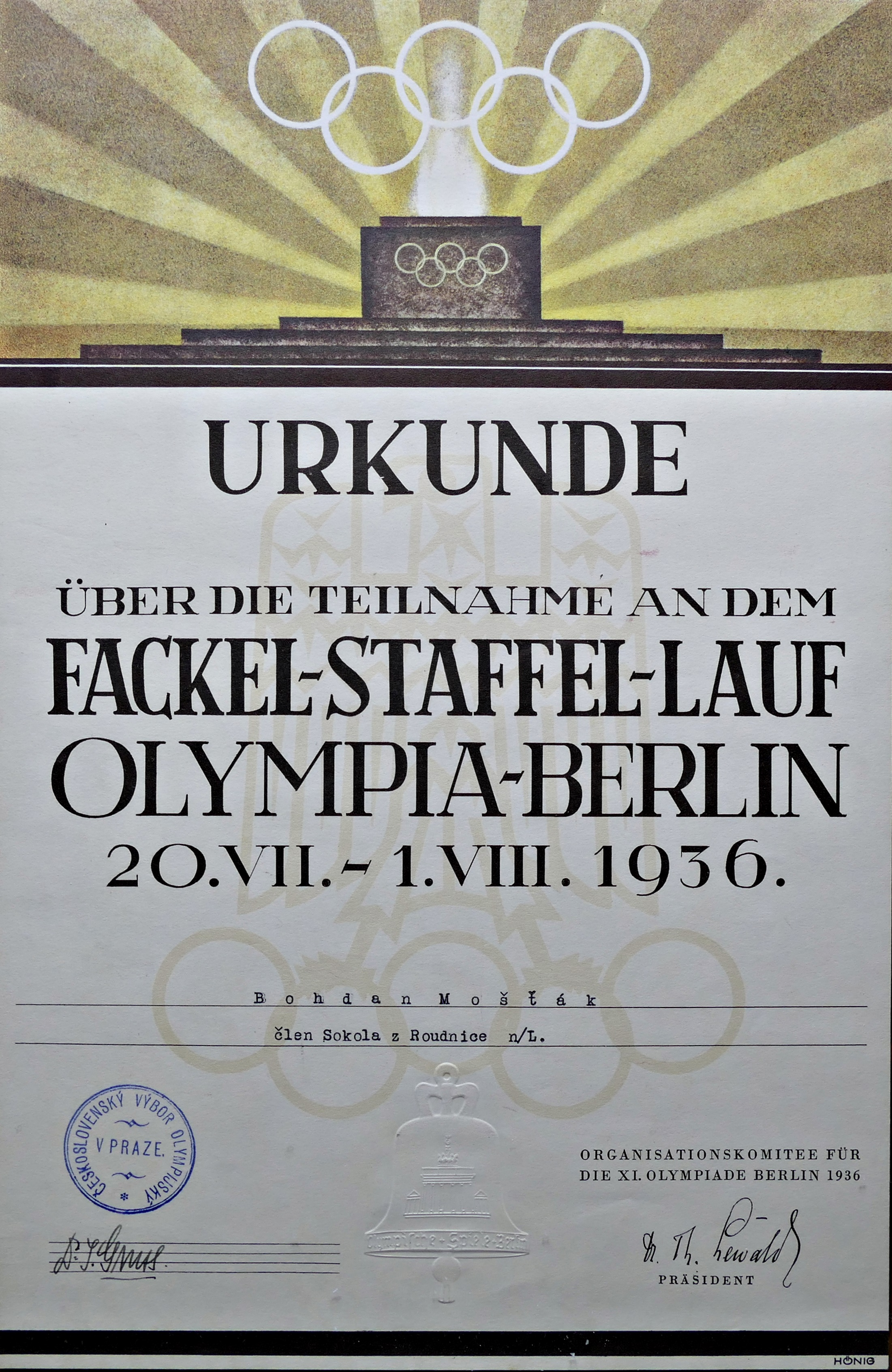
Urkunde für den Tschechoslowaken Bohdan Mostak

Entworfen hatten die Fackel Walter E. Lemcke und Peter Wolf, die Firma Krupp stellte die Fackelhalter kostenlos zur Verfügung. Auf dem Schaft wurde die Strecke des Laufes als stilisierte Routenkarte eingraviert. Darüber ist ein Adler mit angelegten Schwingen abgebildet, der die olympischen Ringe in den Fängen trägt. Unter dem Adler steht der Schriftzug (in Großbuchstaben) „Fackel-Staffellauf/Olympia-Berlin/1936“. Auf dem Teller ist kreisrund „Als Dank dem Träger * Organisations-Komitee für die XI. Olympiade Berlin 1936“ eingraviert, auf der Unterseite des Tellers „Krupp Nirosta V2A Stahl“ und „Stiftung der Fried. Krupp A. G., Essen“.
Der Fackelhalter ist 27 Zentimeter hoch und wiegt 474 Gramm. In diesen Fackelhalter wurde oben in die Öffnung die eigentliche Fackel gesteckt. Die Spitze dieser Fackel bestand aus Magnesium, das ungefähr zehn Minuten lang brannte. Alle 3400 der von den NOK der sieben Länder ausgewählten Fackelläufer durften im Anschluss an den Fackellauf diesen Fackelhalter kostenlos als Andenken behalten und zusätzlich wurde eine Urkunde ausgehändigt.
Zu den Olympischen Spielen 1972 wurde von der Krupp A.G. ein fast identisches Stück mit nur geringen Abweichungen, wie z. B. Gewicht, an V.I.P Gäste mit unbekannter Auflage ausgegeben.

## Logo und Hymne

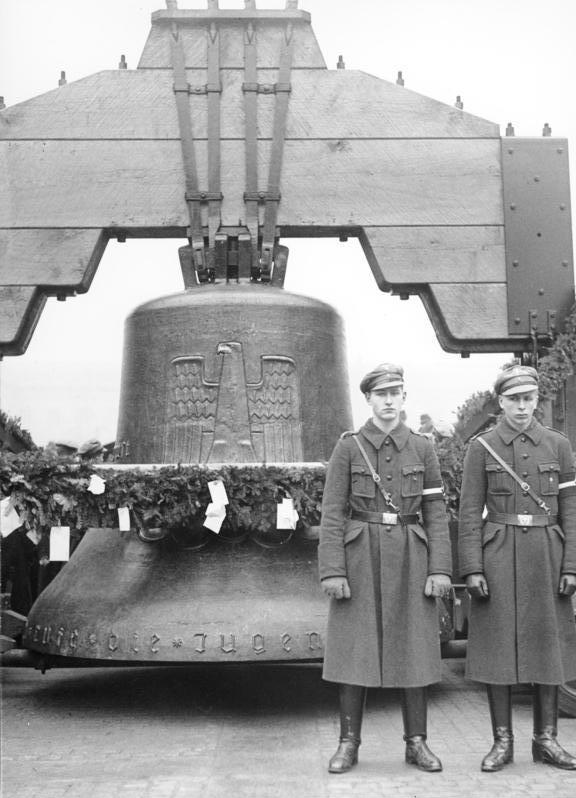
Olympiaglocke

Der Künstler Johannes Boehland entwarf ein Zeichen, das die fünf olympischen Ringe, einen Adler und das Brandenburger Tor zeigt. Der Präsident des Organisationskomitees, Theodor Lewald, war mit diesem Entwurf jedoch nicht zufrieden und regte an, den unteren Teil des Zeichens zu öffnen und somit die Form einer Glocke entstehen zu lassen. Auf der Seite der Glocke sollte die Inschrift „Ich rufe die Jugend der Welt!“ stehen. Johannes Boehland erhielt den Auftrag, das Zeichen neu zu entwerfen und die Ideen umzusetzen. Das endgültige Zeichen zeigte somit die olympische Glocke, auf der die olympischen Ringe mit dem deutschen Adler abgebildet waren.
Genauso wie die olympischen Ringe, die olympische Flamme und der olympische Eid wurde auch die Glocke ein Symbol der Olympischen Spiele 1936. In der Nähe des Berliner Olympiastadions entstand 1934 nach den Plänen von Professor Werner March der etwa 77 Meter hohe Berliner Glockenturm.
Für eine olympische Hymne wandte sich das Organisationskomitee zunächst an den Dichter Gerhart Hauptmann, der auch versprach, einen Text zu schreiben. Da er diesen jedoch nicht lieferte, regte Börries von Münchhausen ein Preisausschreiben an, das 3000 Einsendungen hatte. Börries von Münchhausen wählte davon vier Texte aus und schickte sie für die Vertonung an den Komponisten Richard Strauss, der sich für denjenigen des erfolglosen Schauspielers und Rezitators Robert Lubahn entschied:

„Völker! Seid des Volkes Gäste, kommt durchs offne Tor herein!

Friede sei dem Völkerfeste! Ehre soll der Kampfspruch sein.

Junge Kraft will Mut beweisen, heißes Spiel Olympia!

Deinen Glanz in Taten preisen, reines Ziel: Olympia.

Vieler Länder Stolz und Blüte kam zum Kampfesfest herbei;

alles Feuer, das da glühte, schlägt zusammen hoch und frei.

Kraft und Geist naht sich mit Zagen. Opfergang Olympia!

Wer darf deinen Lorbeer tragen, Ruhmesklang: Olympia?

Wie nun alle Herzen schlagen in erhobenem Verein,

soll in Taten und in Sagen Eidestreu das Höchste sein.

Freudvoll sollen Meister siegen, Siegesfest Olympia!

Freude sei noch im Erliegen, Friedensfest: Olympia.

Freudvoll sollen Meister siegen, Siegesfest Olympia!

Olympia! Olympia! Olympia!“

Weltpremiere feierte die Hymne am 1. August 1936 während der Eröffnungsveranstaltung im Olympiastadion Berlin.

## Olympische Standorte

### Wettkampfstätten

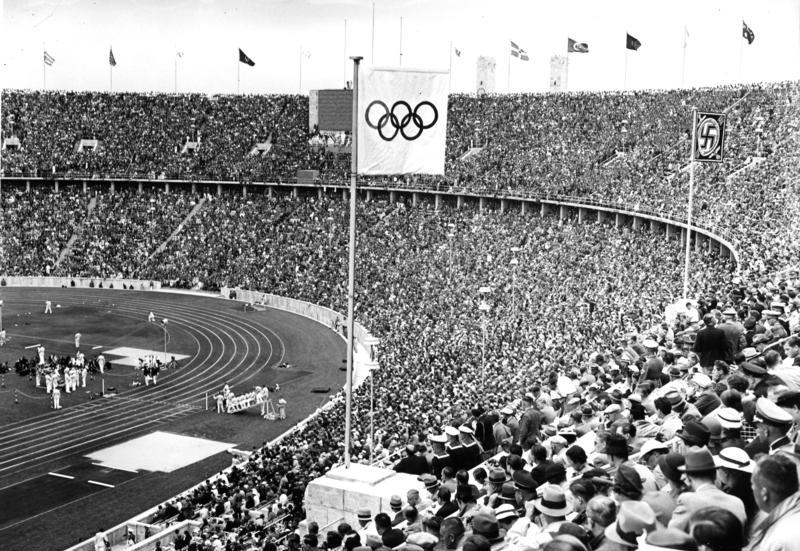
Das Olympiastadion während eines Wettbewerbs

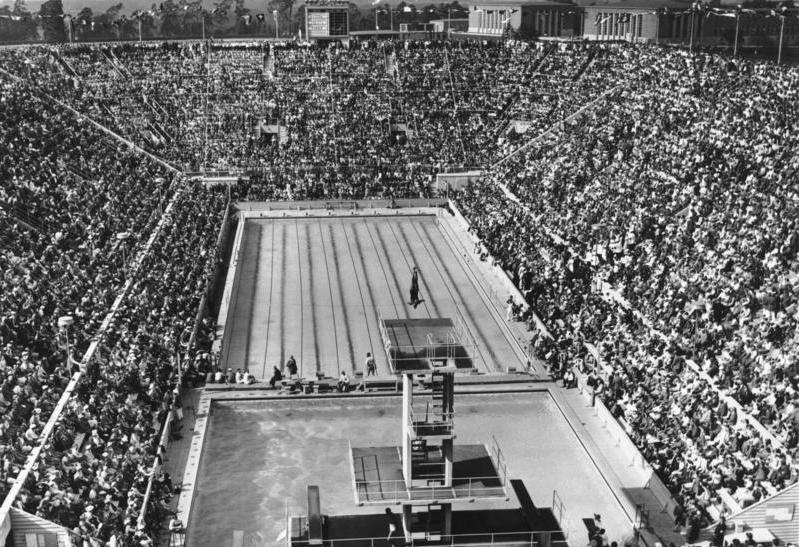
Das Olympia-Schwimmstadion

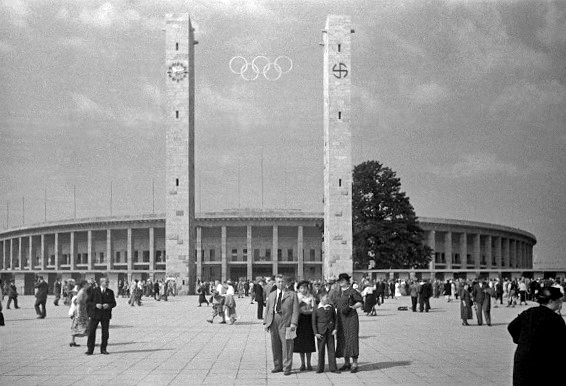
Das Olympiastadion während der Wettkämpfe 1936

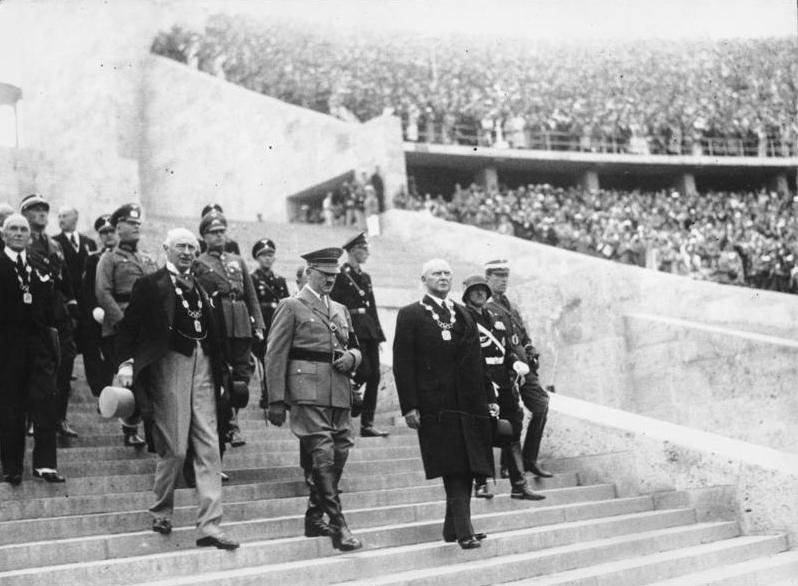
Einmarsch über die Treppe am Marathontor zur Eröffnungsfeier: von links Henri de Baillet-Latour (IOC-Präsident), Adolf Hitler, Theodor Lewald (Präsident des Organisationskomitees)

Die Wettkampfstätten in Berlin und Umgebung verteilten sich über die damaligen Bezirke Charlottenburg, Köpenick, Spandau, Wilmersdorf und den Landkreis Osthavelland in der Provinz Brandenburg. Das zentrale Gelände wurde „Reichssportfeld“ genannt und vereinte die größten Sportanlagen. Die Errichtung des Reichssportfeldes kostete etwa 77 Millionen Reichsmark.
Das Zentrum der Sportanlagen bildete das Olympiastadion, das 100.000 Zuschauern Platz bot und eine 400 Meter lange Aschenbahn hatte. Dort wurden die Wettbewerbe in der Leichtathletik, die Springwettbewerbe im Reiten, im Feldhandball und die Spiele im Fußball ab dem Halbfinale ausgetragen. Außerdem fanden dort die Eröffnungs- und die Abschlusszeremonie statt. Die Vor- und Zwischenrundenspiele des olympischen Fußballturniers wurden im Poststadion, im Mommsenstadion und im Stadion am Gesundbrunnen (der „Plumpe“) ausgetragen. Die Feldhandballwettbewerbe nutzten auch das Polizeistadion und den BSV-Platz.
Das direkt neben dem Olympiastadion gelegene Schwimmstadion war Austragungsort für die Schwimmwettbewerbe und die Wasserballspiele. Es hatte 18.500 Zuschauerplätze und ein Schwimmbecken in der Größe von 50 Meter × 20 Meter. Für das Wasserspringen stand ein 20 Meter × 20 Meter großes Sprungbecken zur Verfügung.
In der Deutschlandhalle, die 20.000 Zuschauern Platz bot, fanden die Wettbewerbe im Gewichtheben, Ringen und Boxen statt. Das Hockeyturnier wurde in einem für die Spiele erbauten Hockeystadion ausgetragen, das ebenfalls 20.000 Zuschauerplätze hatte. Die Wettbewerbe im Fechten wurden an verschiedenen Orten im Sportforum ausgetragen: im Kuppelsaal des Hauses des deutschen Sports, im Hockeystadion sowie auf den Tennisplätzen. Auch die Basketballspiele fanden auf den Tennisplätzen des Reichssportfeldes statt.
Die Reitwettbewerbe wurden an den verschiedensten Lokalitäten durchgeführt: das Springreiten im Olympiastadion, das Poloturnier und das Dressurreiten auf dem Maifeld und der Geländeritt im Vielseitigkeitswettbewerb wie auch im Modernen Fünfkampf auf dem Truppenübungsplatz Döberitz.
Die Schießwettbewerbe fanden in Berlin-Wannsee auf dem Schießplatz der „Deutschen Versuchsanstalt für Handfeuerwaffen“ statt. Außerdem war der Schießplatz Ruhleben der Austragungsort der Schießwettbewerbe des Modernen Fünfkampfs.
Das Olympische Radstadion hatte eine 400 Meter lange Holzbahn und bot 12.000 Zuschauern Platz. Hier fanden die Wettbewerbe im Bahnradsport statt. Es existierte nur zwei Monate lang auf dem Sportplatz des Berliner Sport-Clubs am nördlichen Ende der AVUS und wurde danach abgerissen. Start und Ziel für die Straßenwettbewerbe war die Nordschleife der AVUS. Die Strecke führte über die Südschleife der AVUS, Schildhorn, die Heerstraße, Staaken, Dallgow, Döberitz, das Olympische Dorf, Priort, Kartzow, Fahrland, Krampnitz, Groß Glienicke, Karolinenhöhe, die Heerstraße und Schildhorn wieder zur Südschleife der AVUS und zurück zu Start und Ziel.
Auf der Dietrich-Eckart-Freilichtbühne fanden vor 20.000 Zuschauern die Wettbewerbe im Turnen statt. Polo wurde auf dem Maifeld gespielt. Der Golf- und Land-Club Berlin-Wannsee war Austragungsort für den Geländelauf im Modernen Fünfkampf. In Berlin-Grünau wurden die Wettbewerbe im Rudern und im Kanufahren auf einer 2000 Meter langen Regattastrecke ausgetragen, auf deren Tribüne 9000 Zuschauer Platz fanden. Die Wettbewerbe im Segeln wurden vor dem Olympiahafen Kiel auf der Kieler Förde ausgetragen.
Der Kunstwettbewerb begann am 15. Juli 1936. Bis zum Abschluss der Olympischen Spiele in Berlin konnte die Ausstellung in der Halle VI des Messegeländes besichtigt werden. Die Demonstrationssportart Baseball wurde im Olympiastadion dargeboten, die Demonstrationssportart Segelflug auf dem Flugplatz Staaken.

### Unterkünfte
Das Internationale Olympische Komitee war in Berlin-Mitte im Hotel Adlon untergebracht. In der Charlottenburger Hardenbergstraße war der Sitz des Organisationskomitees. Die Sportlerinnen fanden ebenfalls im Deutschen Sportforum Charlottenburg Unterkunft. Einige männliche Athleten waren in Köpenick im Schloss, in der Polizeioffiziersschule und in der Dorotheenschule untergebracht.
Der Großteil der männlichen Olympiateilnehmer residierte jedoch im Olympischen Dorf bei Döberitz. Das Dorf sollte ein Ort der Ruhe sein, an den sich die Sportler zurückziehen konnten. Zugleich ermöglichte es die kostengünstige Unterbringung und Verpflegung der Athleten und bot ihnen Trainingsmöglichkeiten sowie ein Unterhaltungsprogramm. Das Organisationskomitee hatte ein Team von Architekten und Landschaftsgärtnern mit der Planung der Anlage beauftragt. Die Gesamtleitung lag beim Architekten Werner March, der schon für die Planung des Reichssportfeldes und des Olympiastadions verantwortlich war. Ihm standen außerdem sein Bruder Walter March, der Architekt Georg Steinmetz und der Gartenarchitekt und Landschaftsplaner Heinrich Wiepking-Jürgensmann zur Seite. Die künstlerische Gestaltung (u. a. Wandbilder) wurde von Johann Vincenz Cissarz, Hugo Bäppler, Albert Windisch und Franz Karl Delavilla ausgeführt, die hierfür die „Olympia-Medaille“ bekamen.
Das olympische Dorf bestand aus einem Empfangsgebäude, etwa 140 einstöckigen und 5 zweistöckigen Wohnbauten, einem großen Speisehaus, einem Küchenhaus, dem Hindenburghaus, dem Kommandantenhaus, einer Sporthalle, einer Schwimmhalle, einer Sauna sowie einem Ärzte- und Krankenhaus. Das Speisehaus hatte 38 Speisesäle, die jeweils bestimmten Nationen vorbehalten waren. Im Hindenburghaus fanden die abendlichen Unterhaltungsveranstaltungen statt, die durch die Leitung der NS-Kulturgemeinde veranstaltet wurden. Dazu gehörten Berichte über die Olympischen Spiele, Filmwochenschauen, Spielfilme, Sportfilme, Kabarett, Konzerte, Ballett und Kulturfilme.
Nach Ende der Olympischen Spiele 1936 verwendete die deutsche Wehrmacht das Gelände des olympischen Dorfes. Nach dem Zweiten Weltkrieg wurde es zu einem sowjetischen Kasernengelände umfunktioniert.

## Teilnehmer

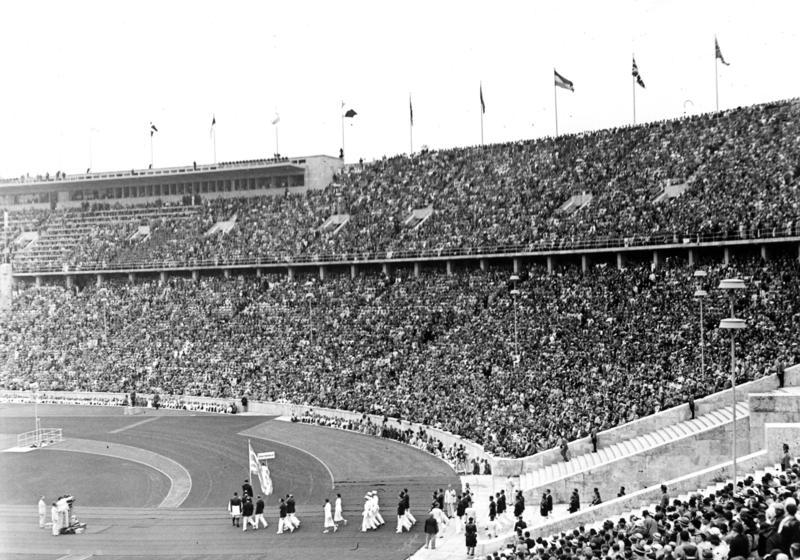
Eröffnungsfeier: Einmarsch der Athleten

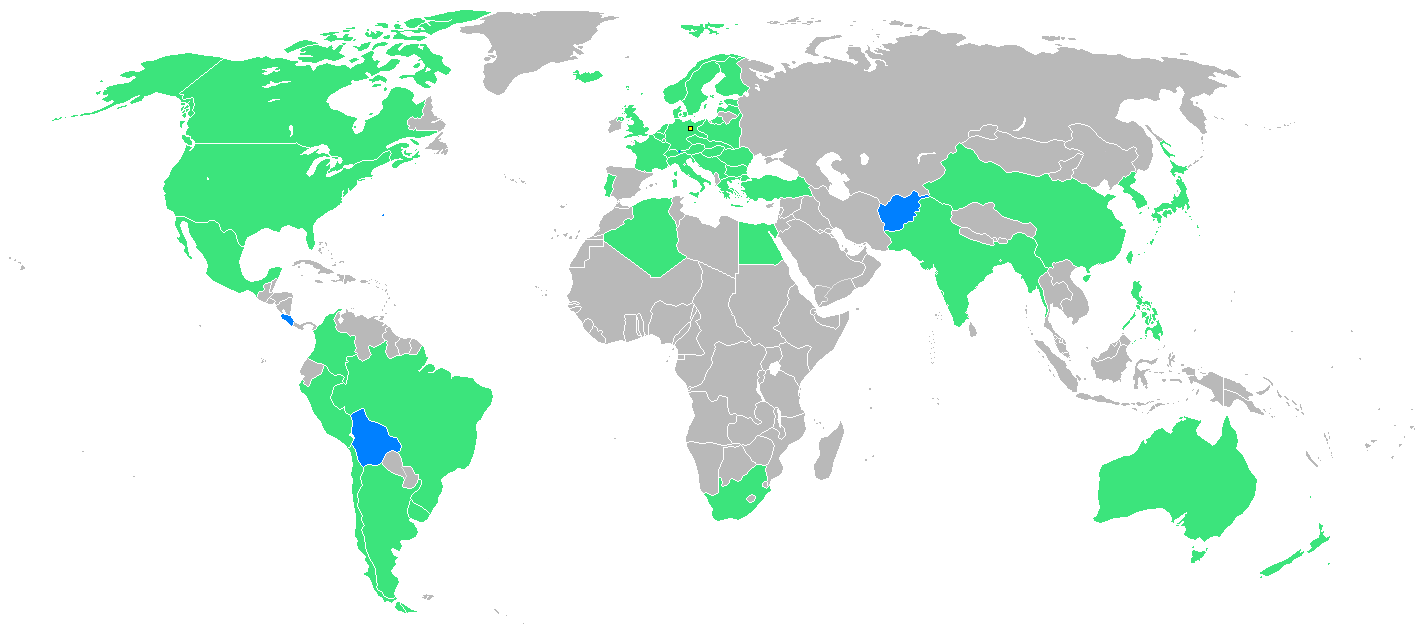
Teilnehmende Nationen: Erstteilnehmende in blau

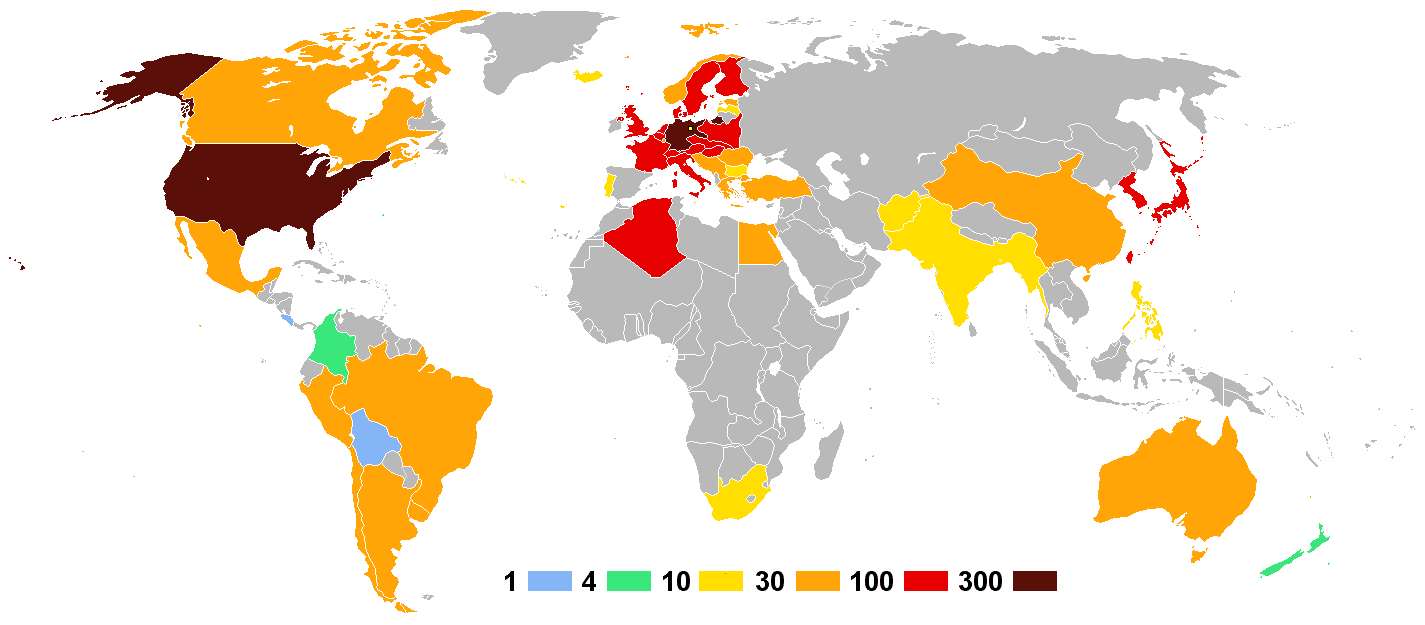
Anzahl der Athleten

Mit 49 teilnehmenden Nationen wurde in Berlin ein neuer Teilnehmerrekord aufgestellt. Die Staaten Afghanistan, Bermuda, Bolivien, Costa Rica und Liechtenstein feierten ihre Premieren bei Olympischen Sommerspielen. Außerdem war für Haiti der Gewichtheber René Ambroise gemeldet. Er traf auch in Berlin ein, verletzte sich aber im Training, bevor er seinen Wettkampf bestreiten konnte.
| Europa (2.874 Athleten aus 28 Nationen) | Europa (2.874 Athleten aus 28 Nationen) | Europa (2.874 Athleten aus 28 Nationen)                                                                                              |
| --- | --- | --- |
| - Belgien (120) - Bulgarien (24) - Dänemark (116) - Deutsches Reich (348) - Estland (33) - Finnland (107) - Frankreich (201) - Griechenland (40) - Großbritannien (207) - Island (12) | - Königreich Italien (182) - Jugoslawien (90) - Lettland (24) - Liechtenstein* (6) - Luxemburg (44) - Malta (11) - Monaco (6) - Niederlande (128) - Norwegen (72) - Österreich (176) | - Polen (112) - Portugal (19) - Rumänien (53) - Schweden (150) - Schweiz (174) - Tschechoslowakei (162) - Türkei (48) - Ungarn (209) |
| Amerika (693 Athleten aus 12 Nationen) | | |
| - Argentinien (51) - Bermuda* (5) - Bolivien* (1) - Brasilien (73) | - Chile (40) - Costa Rica* (1) - Kanada (96) - Kolumbien (5) | - Mexiko (34) - Peru (40) - Uruguay (37) - Vereinigte Staaten (310)                                                                  |
| Asien (276 Athleten aus 5 Nationen) | | |
| - Afghanistan* (14) - Britisch-Indien (27) | - China (54) - Japan (153) | - Philippinen (28) |
| Afrika (79 Athleten aus 2 Nationen) | | |
| - Ägypten (54) | - Südafrikanische Union (25) | |
| Ozeanien (39 Athleten aus 2 Nationen) | | |
| - Australien (32) | - Neuseeland (7) | |
| (Anzahl der Athleten) *erstmalige Teilnahme an Sommerspielen | | |

## Medaillen

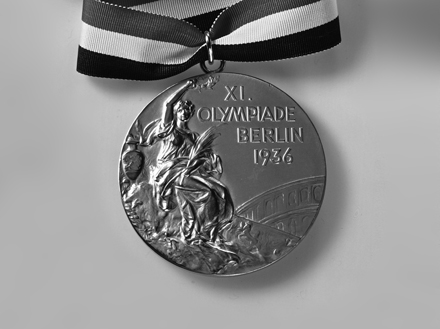
Medaille der Olympischen Spiele 1936

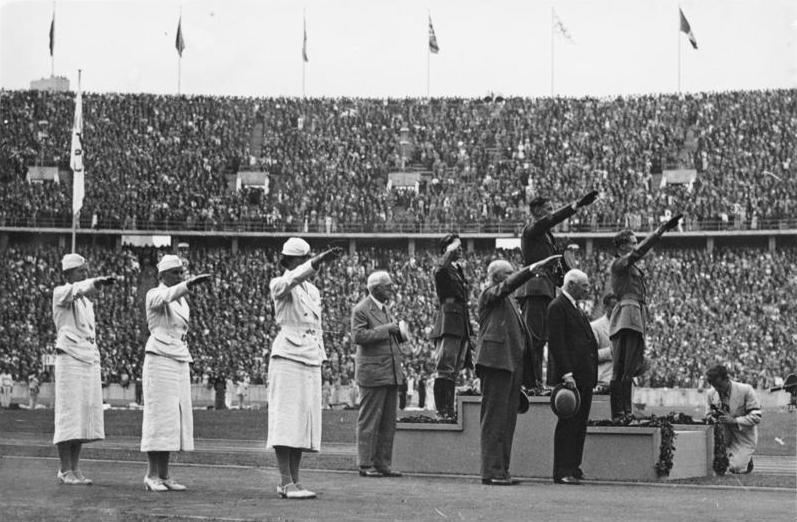
Siegerehrung im Modernen Fünfkampf

Für die Olympischen Spiele in Berlin wurden insgesamt 960 Gold-, Silber- und Bronzemedaillen hergestellt. Sie waren jeweils 81 Gramm schwer und hatten einen Durchmesser von 55 Millimetern. Entworfen wurde die Medaille von Giuseppe Cassioli aus Florenz und hergestellt von B. H. Mayer aus Pforzheim. Auf der Vorderseite ist die Göttin des Sieges dargestellt, die in ihrer linken Hand eine Palme und in ihrer rechten Hand eine Krone hält. Daneben prägte man die Inschrift „XI. OLYMPIADE BERLIN 1936“. Die Rückseite der Medaille zeigt einen Sieger, der von jubelnden Massen getragen wird; im Hintergrund ist ein olympisches Stadion zu sehen.
Außerdem erhielten alle Medaillengewinner Urkunden, Eichenkränze und jeder Sieger ein Eichbäumchen, die Olympia-Eiche. Bei diesen 70 Zentimeter großen Bäumchen handelte es sich um die deutsche Stieleiche (Quercus pedunculata). Sie befand sich in einem braunen Keramiktöpfchen mit der Aufschrift „Wachse zur Ehre des Sieges – rufe zur weiteren Tat“. Außerdem wurden die Namen aller Sieger auf Tafeln am Marathontor des Olympiastadions verewigt.
Den Vorschlag der Internationalen Sportverbände, direkt an den Sportstätten die Siegerehrungen vorzunehmen, lehnte das IOC ab. Es bestand auf zentrale Siegerzeremonien im Olympiastadion. Dort fanden diese oftmals aber mit dreitägiger Verspätung statt. Erstmals wurden während der Siegerehrung die Nationalhymnen der Sieger abgespielt. Insgesamt wurden in 129 Wettbewerben in 19 Sportarten Medaillen vergeben, außerdem fanden 15 Kunstwettbewerbe statt.

## Wettkampfprogramm

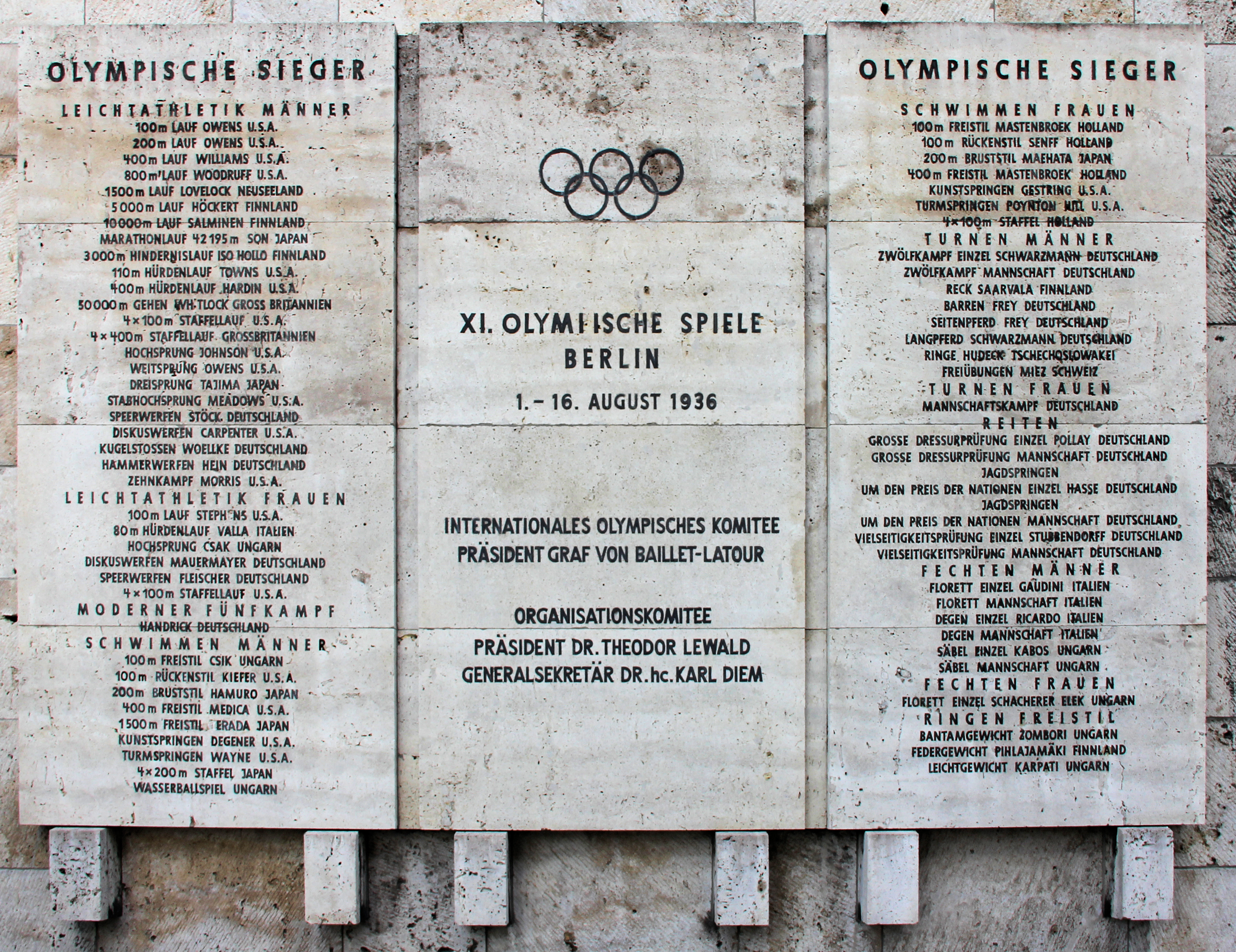
Gedenktafel am Olympiastadion Berlin, in Berlin-Westend

Es wurden 129 Wettbewerbe (110 für Männer, 15 für Frauen und 4 offene Wettbewerbe) in 19 Sportarten/25 Disziplinen ausgetragen. Das waren 13 Wettbewerbe und 5 Sportarten/Disziplinen mehr als in Los Angeles 1932. Nachfolgend die Änderungen im Detail:
- Die Mannschaftssportarten Basketball und Feldhandball wurden olympisch. Basketball war zuvor nur in St. Louis 1904 als Demonstrationssportart olympisch gewesen.
- Fußball für Männer wurde nach einer Pause in Los Angeles 1932 wieder olympisch.
- Kanu wurde mit C1 1000 m, C2 1000 m, C2 10.000 m, K1 1000 m, K1 10.000 m, K2 1000 m, K2 10.000 m, Faltboot K1 10.000 m und Faltboot K2 10.000 m Teil für Männer des olympischen Programms. Kanusport gehörte zuvor in Paris 1924 zu den Demonstrationssportarten.
- Polo war wieder im Programm.
- Beim Schießen wurde die Männerklasse Freie Pistole 50 m wieder eingeführt.
- Beim Segeln ersetzte die offene Klasse O-Jolle die offene Klasse Snowboard.
- Im Gerätturnen entfielen für die Männer Keulenschwingen, Tauhangeln und Tumbling. Für Frauen wurde der Mannschaftsmehrkampf wieder ins Programm aufgenommen.

### Olympische Sportarten/Disziplinen
- Basketball Gesamt (1) = Männer (1)
- Boxen Gesamt (8) = Männer (8)
- Fechten Gesamt (7) = Männer (6)/Frauen (1)
- Fußball Gesamt (1) = Männer (1)
- Gewichtheben Gesamt (5) = Männer (5)
- Handball
  -  Feldhandball Gesamt (1) = Männer (1)
- Hockey Gesamt (1) = Männer (1)
- Kanu Gesamt (9) = Männer (9)
- Leichtathletik Gesamt (29) = Männer (23)/Frauen (6)
- Moderner Fünfkampf Gesamt (1) = Männer (1)
- Polo Gesamt (1) = Männer (1)
- Radsport
  -  Bahn Gesamt (4) = Männer (4)
  -  Straße Gesamt (2) = Männer (2)
- Reiten
  -  Dressur Gesamt (2) = Männer (2)
  -  Springen Gesamt (2) = Männer (2)
  -  Vielseitigkeit Gesamt (2) = Männer (2)
- Ringen
  -  Freistil Gesamt (7) = Männer (7)
  -  Griechisch-römisch Gesamt (7) = Männer (7)
- Rudern Gesamt (7) = Männer (7)
- Schießen Gesamt (3) = Männer (3)
- Schwimmsport
  -  Schwimmen Gesamt (11) = Männer (6)/Frauen (5)
  -  Wasserball Gesamt (1) = Männer (1)
  -  Wasserspringen Gesamt (4) = Männer (2)/Frauen (2)
- Segeln Gesamt (4) = Offen (4)
- Turnen Gesamt (9) = Männer (8)/Frauen (1)

Anzahl der Wettkämpfe in Klammern

### Zeitplan
| Disziplin                 | Disziplin          | Sa. 1. | So. 2. | Mo. 3. | Di. 4. | Mi. 5. | Do. 6. | Fr. 7. | Sa. 8. | So. 9. | Mo. 10. | Di. 11. | Mi. 12. | Do. 13. | Fr. 14. | Sa. 15. | So. 16. | Ent- schei- dungen | Zuschauer |
| Disziplin                 | Disziplin          | August | August | August | August | August | August | August | August | August | August  | August  | August  | August  | August  | August  | August  | Ent- schei- dungen | Zuschauer |
| ------------------------- | ------------------ | ------ | ------ | ------ | ------ | ------ | ------ | ------ | ------ | ------ | ------- | ------- | ------- | ------- | ------- | ------- | ------- | ------------------ | --------- |
| Eröffnungsfeier           | Eröffnungsfeier    |        |        |        |        |        |        |        |        |        |         |         |         |         |         |         |         |                    | 91.359    |
| Basketball                | Basketball         |        |        |        |        |        |        |        |        |        |         |         |         |         | 1       |         |         | 1                  | 21.808    |
| Boxen                     | Boxen              |        |        |        |        |        |        |        |        |        |         |         |         |         |         | 8       |         | 8                  | 134.765   |
| Fechten                   | Fechten            |        |        |        | 1      | 1      | 1      |        | 1      |        |         | 1       |         | 1       |         | 1       |         | 7                  | 35.658    |
| Fußball                   | Fußball            |        |        |        |        |        |        |        |        |        |         |         |         |         |         | 1       |         | 1                  | 507.469   |
| Gewichtheben              | Gewichtheben       |        | 2      | 1      |        | 2      |        |        |        |        |         |         |         |         |         |         |         | 5                  | 137.939 1 |
| Handball                  | Handball           |        |        |        |        |        |        |        |        |        |         |         |         |         | 1       |         |         | 1                  | 208.966   |
| Hockey                    | Hockey             |        |        |        |        |        |        |        |        |        |         |         |         |         |         | 1       |         | 1                  | 184.103   |
| Kanu                      | Kanu               |        |        |        |        |        |        | 5      | 4      |        |         |         |         |         |         |         |         | 9                  | 24.603    |
| Leichtathletik            | Leichtathletik     |        | 4      | 2      | 5      | 4      | 5      | 2      | 2      | 5      |         |         |         |         |         |         |         | 29                 | 760.108   |
| Moderner Fünfkampf        | Moderner Fünfkampf |        |        |        |        |        | 1      |        |        |        |         |         |         |         |         |         |         | 1                  | 24.192    |
| Polo                      | Polo               |        |        |        |        |        |        |        | 1      |        |         |         |         |         |         |         |         | 1                  | 135.284   |
| Radsport                  | Bahn               |        |        |        |        |        |        | 2      | 2      |        |         |         |         |         |         |         |         | 4                  | 31.478    |
| Radsport                  | Straße             |        |        |        |        |        |        |        |        |        | 2       |         |         |         |         |         |         | 2                  | 31.478    |
| Reitsport                 | Dressur            |        |        |        |        |        |        |        |        |        |         |         |         | 2       |         |         |         | 2                  | 104.277   |
| Reitsport                 | Springen           |        |        |        |        |        |        |        |        |        |         |         |         |         |         |         | 2       | 2                  | 104.277   |
| Reitsport                 | Vielseitigkeit     |        |        |        |        |        |        |        |        |        |         |         |         |         |         |         | 2       | 2                  | 104.277   |
| Ringen                    | Freistil           |        |        |        | 6      | 1      |        |        |        |        |         |         |         |         |         |         |         | 7                  | 137.939 1 |
| Ringen                    | Griech.-röm.       |        |        |        |        |        |        |        |        | 7      |         |         |         |         |         |         |         | 7                  | 137.939 1 |
| Rudern                    | Rudern             |        |        |        |        |        |        |        |        |        |         |         |         |         | 7       |         |         | 7                  | 79.300    |
| Schießen                  | Schießen           |        |        |        |        |        | 1      | 1      | 1      |        |         |         |         |         |         |         |         | 3                  | 2.610     |
| Schwimmsport              | Schwimmen          |        |        |        |        |        |        |        |        | 1      | 1       | 2       | 1       | 1       | 2       | 3       |         | 11                 | 218.534   |
| Schwimmsport              | Wasserball         |        |        |        |        |        |        |        |        |        |         |         |         |         |         | 1       |         | 1                  | 218.534   |
| Schwimmsport              | Wasserspringen     |        |        |        |        |        |        |        |        |        |         | 1       | 1       | 1       |         | 1       |         | 4                  | 218.534   |
| Segeln                    | Segeln             |        |        |        |        |        |        |        |        |        | 3       |         | 1       |         |         |         |         | 4                  | 21.373    |
| Turnen                    | Turnen             |        |        |        |        |        |        |        |        |        |         | 8       | 1       |         |         |         |         | 9                  | 64.760    |
| Schlussfeier              | Schlussfeier       |        |        |        |        |        |        |        |        |        |         |         |         |         |         |         |         |                    | 92.314    |
| Demonstrationswettbewerbe |                    |        |        |        |        |        |        |        |        |        |         |         |         |         |         |         |         |                    |           |
| Baseball                  |                    |        |        |        |        |        |        |        |        |        |         |         |         |         |         |         |         |                    |           |
| Segelfliegen              |                    |        |        |        |        |        |        |        |        |        |         |         |         |         |         |         |         |                    |           |
| Entscheidungen            | Entscheidungen     |        | 6      | 3      | 12     | 8      | 8      | 10     | 11     | 13     | 6       | 12      | 4       | 5       | 11      | 16      | 4       | 129                |           |
|                           |                    | Sa. 1. | So. 2. | Mo. 3. | Di. 4. | Mi. 5. | Do. 6. | Fr. 7. | Sa. 8. | So. 9. | Mo. 10. | Di. 11. | Mi. 12. | Do. 13. | Fr. 14. | Sa. 15. | So. 16. |                    |           |
| August                    |                    |        |        |        |        |        |        |        |        |        |         |         |         |         |         |         |         |                    |           |

Farblegende

## Wettbewerbe

### Basketball

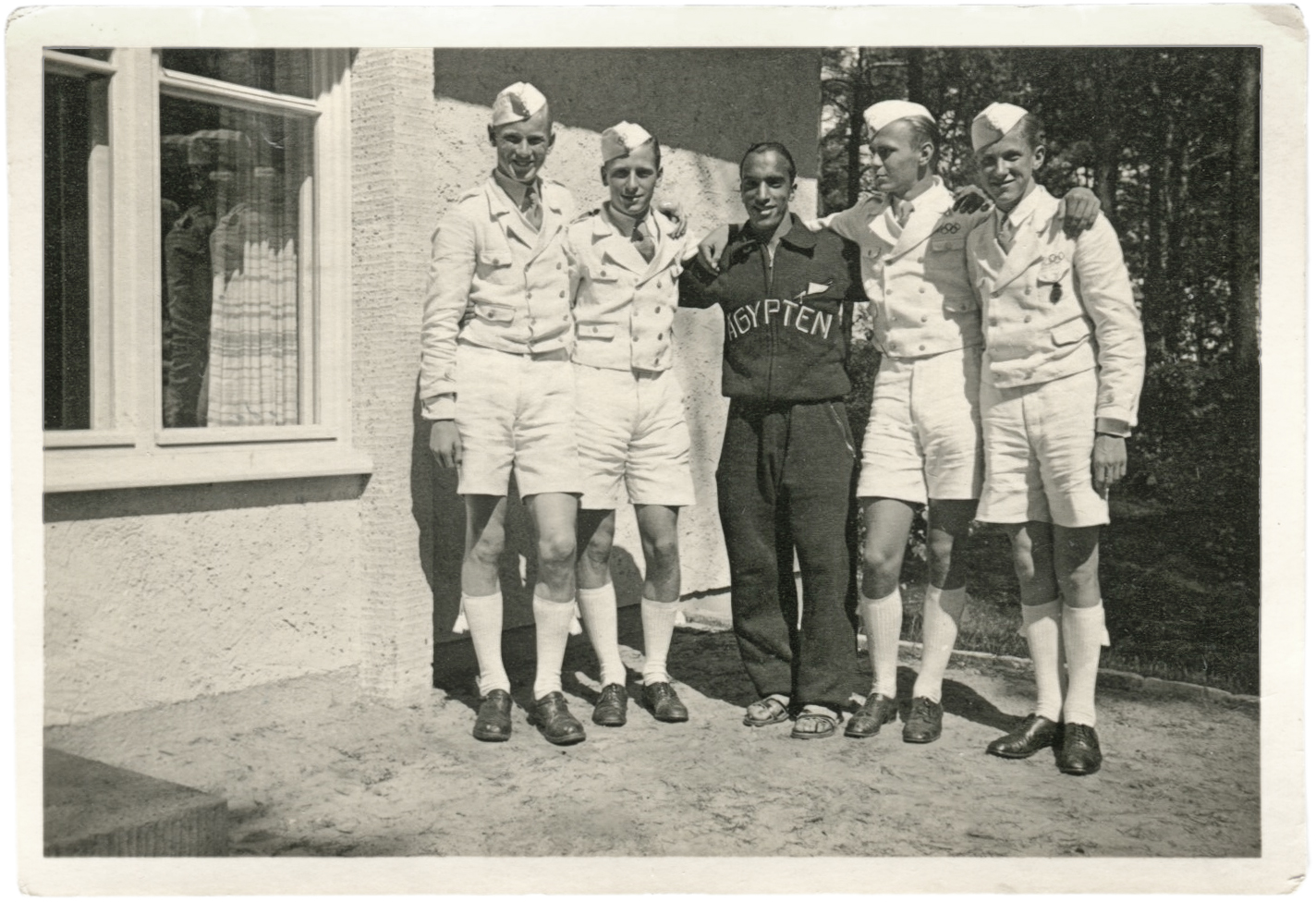
Basketballspieler Mohamed Rashad Shafshak, Ägypten, im olympischen Dorf mit deutschen Helfern

Am Turnier im Basketball nahmen insgesamt 199 ausschließlich männliche Sportler aus 21 Ländern teil. Basketball war zwar bereits 1904 als olympische Sportart vorgeschlagen worden, war aber in Berlin erstmals eine offizielle Sportart. In jeder Mannschaft durften bis zu sieben Spieler eingesetzt werden. Die Begegnungen fanden im Freien auf Tennisplätzen statt. Neu war, dass die Ständer mit dem Korb außerhalb des Spielfeldes standen. Die Spielzeit lag bei zweimal 20 Minuten, und das Turnier wurde im doppelten Pokalsystem durchgeführt. Dies bedeutete, dass eine besiegte Mannschaft nicht sofort ausschied, sondern in einer Trostrunde nochmals die Chance hatte, sich für die nächste Runde zu qualifizieren. Als 22. Mannschaft war jene aus Spanien gemeldet, die aufgrund des Spanischen Bürgerkrieges jedoch nicht antreten konnte. So wurden insgesamt 40 Spiele ausgetragen.
Die beiden Halbfinals fanden am 13. August statt. Qualifiziert hatten sich die Mannschaften aus den Vereinigten Staaten, Mexiko, Kanada und Polen. Im ersten Halbfinale schlugen die Vereinigten Staaten Mexiko mit 25:10, das zweite Halbfinale zwischen Kanada und Polen endete 42:15. Am 14. August um 18:25 Uhr setzten sich in einem vom Regen beeinträchtigten Finale die USA gegen Kanada mit 19:8 durch und errangen somit die Goldmedaille. Silber ging an Kanada, Bronze an Mexiko, das am selben Tag Polen mit 26:12 besiegt hatte. Die Siegerehrung nahm James Naismith vor, der aus Kanada stammende Erfinder des Spiels.

### Boxen
Im Boxen nahmen insgesamt 183 Sportler in acht Gewichtsklassen teil. Jedes Land durfte je Gewichtsklasse mit nur einem Sportler an den Start gehen. In der Deutschlandhalle wurde erstmals in zwei Ringen geboxt. Die Organisatoren taten außerdem sehr viel, um die Bedingungen für die Athleten zu verbessern. So führten beispielsweise die Wasserleitungen direkt bis zu den Ringen, und auch die Ecken waren ausgeleuchtet. Große Sorgfalt legte man auch auf die Auswahl der Kampfrichter, nur in einem von fast 200 Kämpfen musste das Urteil revidiert werden. Dies betraf Richard Shrimpton (Großbritannien), der wegen eines Niederschlags von Chin Kuai-ti (China) disqualifiziert wurde. Nach einem Protest hob die Jury diese Disqualifikation aber wieder auf. Eine weitere Neuerung stellte das tägliche Wiegen der Athleten dar, womit für manche die Wettkämpfe schon vorzeitig beendet waren. Um dies zu vermeiden, reisten einige Mannschaften mit doppelter Besetzung an. Die erfolgreichsten Boxer kamen aus Deutschland; sie holten insgesamt zwei Gold-, zwei Silbermedaillen und eine Bronzemedaille.

### Fechten
Im Fechten gab es sieben Wettbewerbe, sechs für Männer und einen für Frauen. Erstmals kam bei Olympischen Spielen eine elektrische Trefferanzeige zum Einsatz. In allen Waffenarten wurde nicht nach Siegen, sondern nach Punkten gewertet. In den Einzelwettbewerben waren drei Fechter pro Land startberechtigt, eine Mannschaft bestand aus sechs Fechtern. Pro Vergleich konnten davon vier eingesetzt werden. Als Waffen dienten Florett, Degen und Säbel. Die erfolgreichsten Fechter kamen aus Italien, sie holten insgesamt vier Gold-, drei Silber- und zwei Bronzemedaillen. Auch die Fechter aus Ungarn waren mit drei Goldmedaillen und einer Bronzemedaille sehr erfolgreich.

### Fußball
Am olympischen Turnier im Fußball der Männer nahmen insgesamt 201 Sportler aus 16 Ländern teil. Erst 1935 war Fußball wieder in das Programm Olympischer Spiele aufgenommen worden, allerdings unter der Voraussetzung, dass die NOK keine Profis nominierten. Kein Spieler durfte für seinen Verdienstausfall eine Entschädigung erhalten. Im Turnier gab es zwei Gruppen mit je acht Mannschaften.
- Gruppe A: Ägypten, Deutschland, Vereinigtes Königreich, Italien, Norwegen, Peru, Polen, Schweden
- Gruppe B: China, Finnland, Japan, Luxemburg, Österreich, Türkei, Ungarn, Vereinigte Staaten

Je ein Land der Gruppe A wurde dann einem Gegner aus Gruppe B zugelost. Die Sieger der Vorrunde gelangten in die Zwischenrunde, die Sieger der Zwischenrunde in die Halbfinals. Das Ausscheiden der deutschen Fußballmannschaft in der Zwischenrunde mit einem 0:2 gegen Norwegen in dem einzigen jemals von Adolf Hitler besuchten Fußballspiel der Nationalmannschaft trübte die Stimmung der Deutschen. Nach diesem frühzeitigen Scheitern wurde Reichstrainer Otto Nerz beurlaubt. Ebenfalls in der Zwischenrunde wurde Österreich in der Verlängerung eindeutig mit 4:2 von Peru besiegt. Da in der Pause jedoch peruanische Zuschauer auf das Spielfeld gestürmt waren und einen österreichischen Spieler getreten hatten, wurde das Spiel annulliert und neu angesetzt. Dazu trat Peru jedoch nicht mehr an, womit die Mannschaft ausschied. In Peru kam es daraufhin zu Demonstrationen vor der deutschen und der österreichischen Botschaft.
Die beiden Halbfinale fanden am 10. und 11. August statt. Qualifiziert hatten sich bis dahin die Mannschaften aus Italien, Norwegen, Österreich und Polen. Im ersten Halbfinale trennten sich Italien und Norwegen mit einem 2:1 nach Verlängerung, das zweite Halbfinale zwischen Österreich und Polen endete 3:1. Im Spiel um Platz 3 am 13. August standen sich die Mannschaften aus Norwegen und Polen gegenüber, das Spiel endete 3:2. Am 15. August um 16:00 Uhr spielten im Finale dann Italien und Österreich gegeneinander. Italien gewann 2:1 und errang somit die Goldmedaille. Silber ging an Österreich, Bronze an Norwegen.

### Gewichtheben
Bei den nach Gewichtsklassen unterteilten fünf Wettbewerben im Gewichtheben nahmen insgesamt 80 Sportler teil. Im Leichtgewicht wurde je eine Goldmedaille an den Ägypter Anwar Misbah und den Österreicher Robert Fein vergeben, weshalb es keinen Silbermedaillengewinner gab. Der Sprecher des olympischen Eides, der Deutsche Rudolf Ismayr, erreichte im Mittelgewicht die Silbermedaille. In vier der fünf Wettbewerbe wurden neue Weltrekorde aufgestellt:
- Federgewicht, Anthony Terlazzo (USA): 312,50 kg
- Leichtgewicht, Anwar Misbah (EGY) und Robert Fein (AUT): jeweils 342,50 kg
- Mittelgewicht, Khadr Sayed El Touni (EGY): 387,50 kg
- Schwergewicht, Josef Manger (GER): 410,00 kg

Die erfolgreichsten Gewichtheber kamen aus Ägypten, sie holten insgesamt zwei Goldmedaillen, eine Silbermedaille und zwei Bronzemedaillen. Auch die Deutschen waren mit einer Goldmedaille, zwei Silber- und zwei Bronzemedaillen sehr erfolgreich.

### Handball
Feldhandball der Männer war nur 1936 in Berlin eine olympische Disziplin. Insgesamt nahmen 105 Sportler aus sechs Ländern an diesem Wettkampf teil. Gespielt wurde auf einem Fußballfeld mit einem 13-Meter-Torraum und einer 14-Meter-Strafwurfmarke. Die Spielzeit lag bei zweimal 30 Minuten. Im Spiel um Platz 3 am 14. August standen sich die Mannschaften aus der Schweiz und Ungarn gegenüber, das Spiel endete 10:5. Am selben Tag um 16:50 Uhr spielten dann im Finale vor 100.000 Zuschauern Deutschland gegen Österreich. Deutschland gewann 10:6 und errang somit die Goldmedaille. Silber ging an Österreich, Bronze an die Schweiz. Auf den weiteren Plätzen folgten Ungarn, Rumänien und die Vereinigten Staaten.

### Hockey

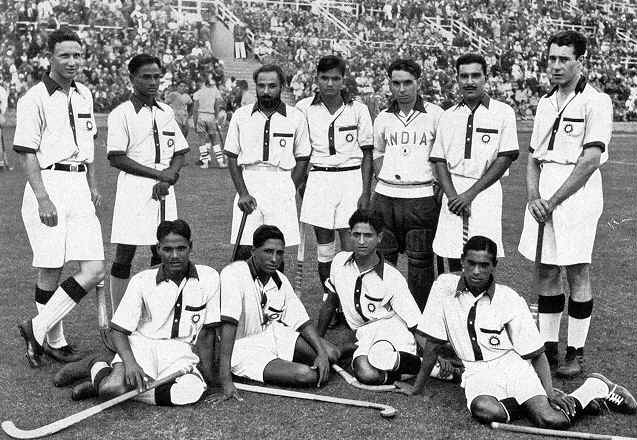
Olympiasieger im Hockey: Das Team aus Indien

Es wurde ein Turnier im Hockey der Herren ausgetragen, an dem 171 Sportler aus elf Ländern teilnahmen. Erstmals in der olympischen Geschichte war ein Hockeystadion gebaut worden. Die beiden Halbfinale fanden am 12. August statt. Qualifiziert hatten sich bis dahin die Mannschaften aus Indien, Frankreich, Deutschland und den Niederlanden. Im ersten Halbfinale trennten sich Indien und Frankreich mit 10:0, das zweite Halbfinale zwischen Deutschland und den Niederlanden endete 3:0. Im Spiel um Platz 3 zwei Tage später standen sich die Mannschaften aus den Niederlanden und Frankreich gegenüber, das Spiel endete 4:3. Das Finale hätte ursprünglich ebenfalls am 14. August stattfinden sollen, musste aber wegen starker Regenfälle um einen Tag verschoben werden. Am 15. August um 11:00 Uhr spielten im Finale dann Indien und Deutschland gegeneinander. Indien gewann 8:1 und errang somit die Goldmedaille. Silber ging an Deutschland, Bronze an die Niederlande.

### Kanu
Im Kanurennsport wurden neun Wettbewerbe ausgetragen. Die Aufnahme von Kanurennsport in das olympische Programm war 1933 noch mit 15:9 Stimmen vom IOC abgelehnt worden. Ein Jahr später revidierte das IOC diesen Beschluss und nahm die Sportart mit 14:8 Stimmen auf. Pro Wettbewerb war ein Kanu je Land zugelassen. Die Langstreckenrennen fanden nicht auf einem Rundkurs statt, sondern auf einer geraden Strecke. Die erfolgreichsten Kanuten kamen aus Österreich, sie holten insgesamt drei Gold-, drei Silbermedaillen und eine Bronzemedaille. Die Deutschen waren mit zwei Gold-, drei Silber- und zwei Bronzemedaillen ebenfalls sehr erfolgreich.

### Leichtathletik

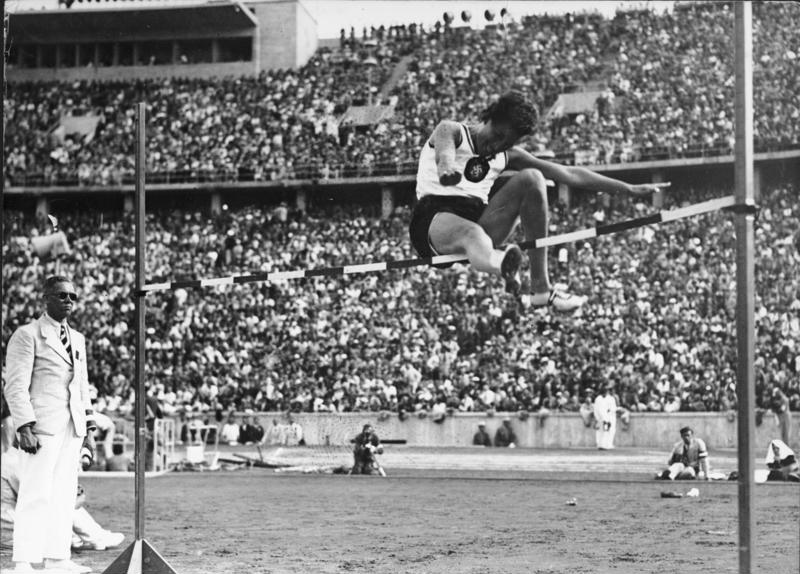
Frauenhochsprung: Elfriede Kaun

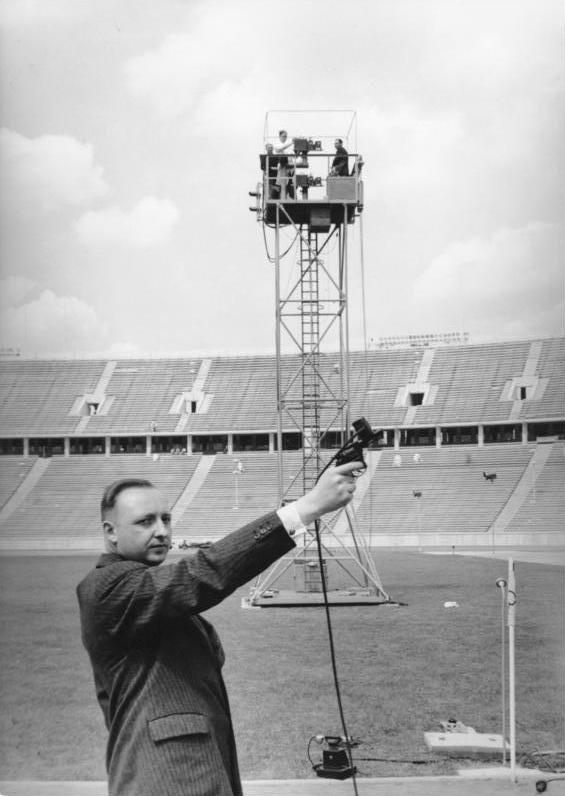
Startkanone und Turm für Zielrichterkamera im Olympiastadion

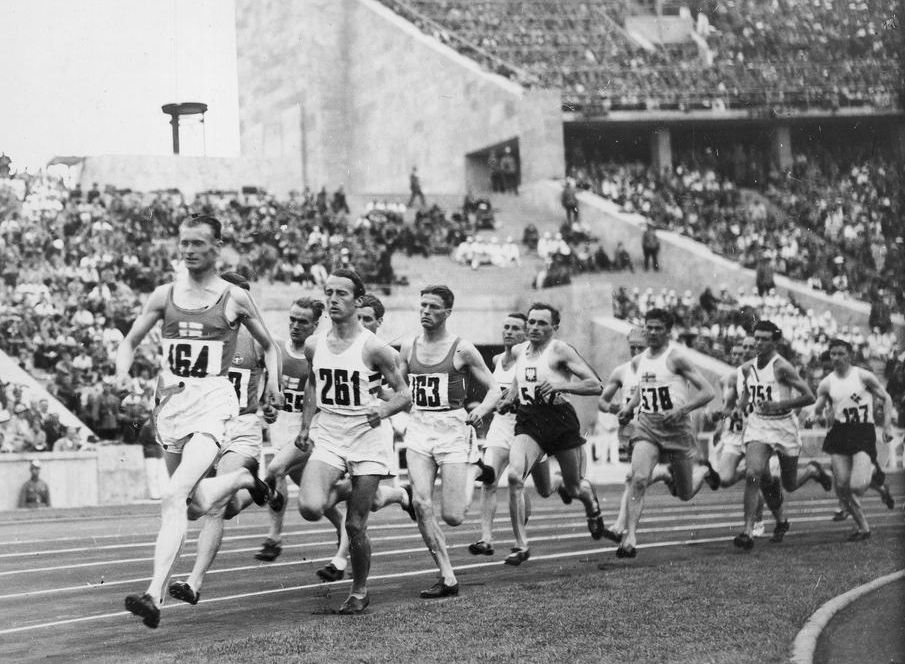
Józef Noji, Gunnar Hockert, Ilmari Salminen, 5000-Meter-Lauf

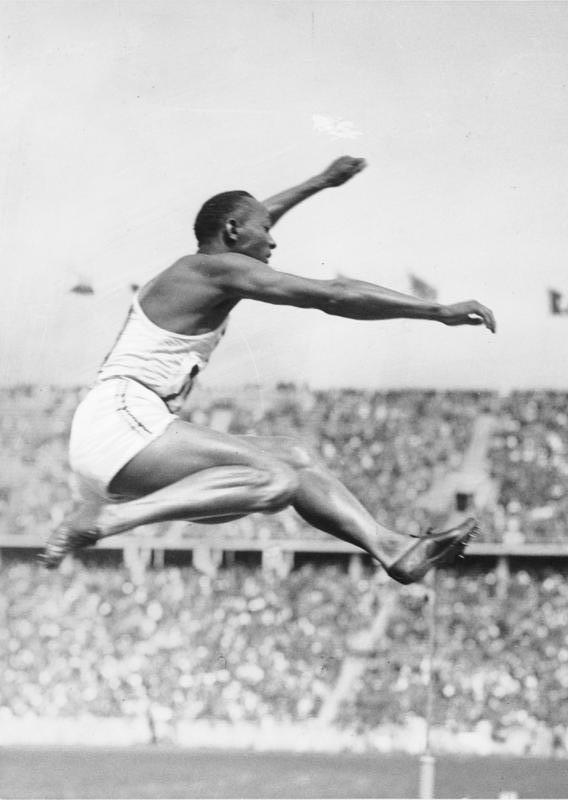
Jesse Owens beim Weitsprung

In der Leichtathletik wurden 23 Wettbewerbe für Männer und sechs Wettbewerbe für Frauen ausgetragen. Auf einem Kongress der IAAF 1934 in Stockholm war ein neuer Hürdentyp, ein umgekehrtes „L“, beschlossen worden. Außerdem hatte man die Regel abgeschafft, wonach ein Läufer, der eine gewisse Anzahl Hürden gerissen hatte, disqualifiziert werden musste. Im Zehnkampf kam eine neue Zählweise, die Finnische Mehrkampftabelle, zur Anwendung. Eine Diskussion entbrannte um die Höchstgrenze der zulässigen Windunterstützung. Während die Deutschen die Obergrenze bei 0,7 m/s Rückenwind und 1,0 m/s Seitenwind vorschlugen, bestanden die US-Amerikaner auf der Regel, keine Rekorde auf geraden Strecken anzuerkennen, die mit mehr als 1,34 m/s Rückenwind unterstützt wurden. Schließlich einigte man sich auf ein seitdem gültiges Limit von 2,0 m/s. Der heute übliche Startblock wurde erst 1938 autorisiert und ab 1939 eingeführt. Als Zeitmessgerät wurden die von Omega entwickelten Handstoppuhren sowie der Rattrapantezähler verwendet.
Im Marathonlauf gewannen die beiden Koreaner Son Kitei und Nan Shōryū Gold beziehungsweise Bronze unter der Flagge des japanischen Kaiserreiches. Auf der im Bereich des Marathontors des Olympiastadions angebrachten Siegerliste ist zu erkennen, dass das Wort „Japan“ auf deutlich hellerem Untergrund als die Namen der anderen Länder geschrieben steht. Hintergrund ist eine Aktion, zu der sich später ein südkoreanischer Diplomat bekannte, der sich über Nacht ins Stadion einschließen ließ und an die Stelle von „Japan“ das Wort „Korea“ setzte. Die Änderung muss professionell ausgeführt gewesen sein, denn sie blieb jahrelang unentdeckt. Heute steht dort wieder „Japan“ geschrieben, wie dies vom IOC entschieden wurde.
Im Hammerwurf gewann der deutsche Karl Hein Gold und erzielte eine Rekordweite von 56,49 Metern mit seinem letzten Wurf. Damit startete er eine Siegesserie der Schüler von Sepp Christmann zusammen mit seinem Teamkollegen Erwin Blask, denn dieser holte sich auch noch die Silbermedaille für die deutschen Hammerwerfer.
Der herausragende Leichtathlet war der US-Amerikaner Jesse Owens, der vier Goldmedaillen über 100 Meter, 200 Meter, 4-mal 100 Meter und im Weitsprung gewann. In den Leichtathletikwettbewerben der Männer wurden neben vielen Olympiarekorden auch einige Weltrekorde aufgestellt:
| - 1500 Meter (Finale), Jack Lovelock (NZL): 3:47,8 min - 110 Meter Hürden (Qualifikation), Forrest Towns (USA): 14,1 s - 3000 Meter Hindernis (Finale), Volmari Iso-Hollo (FIN): 9:03,8 min - 4-mal 100 Meter (Qualifikation), Team USA: 40,0 s - 4-mal 100 Meter (Finale), Team USA: 39,8 s - 50 Kilometer Gehen (Finale), Harold Whitlock (GBR): 4:30:41,4 h - Dreisprung (Finale), Naoto Tajima (JPN): 16,00 m - Zehnkampf (Finale), Glenn Morris (USA): 7900 Punkte - Hammerwurf, Karl Hein (GER): 56,49 m beim letzten Wurf |

Die deutsche 4-mal-100-Meter-Staffel der Frauen, die in der Qualifikation mit 46,4 Sekunden einen neuen Weltrekord erzielt hatte, führte im Finale beim letzten Wechsel mit acht Metern Vorsprung vor den Vereinigten Staaten. Jedoch missglückte dann die Staffelübergabe von Marie Dollinger auf Ilse Dörffeldt. Der Stab fiel zu Boden, und die Deutschen mussten disqualifiziert werden. Der als sicher geltende Olympiasieg für die deutsche Mannschaft ging somit an die Vereinigten Staaten. Mit 14 Gold-, 7 Silber- und 4 Bronzemedaillen war die US-amerikanische Mannschaft die erfolgreichste in den Leichtathletikwettbewerben.

### Moderner Fünfkampf
Beim Modernen Fünfkampf nahmen insgesamt 42 Sportler aus 16 Ländern teil. Am ersten Tag wurde der 5000-Meter-Geländeritt ausgetragen. Dabei gab es 1,10 m hohe und bis zu 3,50 m breite Hindernisse, die mit einer Geschwindigkeit von 450 m/min überwunden werden mussten. Diese Strecke war in maximal 11:06,7 min zu absolvieren, ansonsten wurden für jede angefangene Mehrsekunde ein halber Strafpunkt berechnet. Am zweiten Wettkampftag fand das Fechten statt. Hierbei kämpfte jeder gegen jeden. Für einen Sieg gab es zwei Punkte, für einen Doppeltreffer einen Punkt. Am darauf folgenden Tag wurde das Pistolenschießen, aus 25 Metern Entfernung, ausgetragen. Hierbei hatten die Sportler 20 Schuss in vier Serien mit je fünf Schuss abzufeuern. Geschossen wurde auf eine Zehnerringscheibe, das maximal erreichbare Ergebnis lag bei 200 Ringen.
Am vierten Tag fand das 300-Meter-Freistilschwimmen statt, am letzten Wettkampftag der 4000-Meter-Geländelauf. Hierbei starteten die Sportler im Abstand von einer Minute, die Reihenfolge ergab sich durch Platzziffern. Der Deutsche Gotthard Handrick gewann mit nur 31,5 Punkten, die Silbermedaille holte sich Charles Leonard aus den Vereinigten Staaten mit 39,5 Punkten und die Bronzemedaille ging an den Italiener Silvano Abbà mit 45,5 Punkten.

### Polo

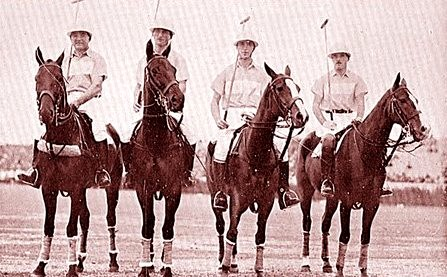
Olympiasieger im Polo: Das Team aus Argentinien (Manuel Andrada, Andrés Gazzotti, Roberto Cavanagh, Luis Duggan)

Am Poloturnier der Männer nahmen insgesamt 21 Sportler aus fünf Ländern teil. Nach 1900, 1908, 1920 und 1924 fand in Berlin das letzte Mal bei Olympischen Spielen ein Poloturnier statt. Gespielt wurden im K.-o.-System sieben Chukkers (Spielabschnitte) zu je acht Minuten, mit einem Seitenwechsel nach jedem Tor. Die Hoffnung, dass die Vereinigten Staaten und das berühmte indische Team teilnehmen würden, erfüllte sich nicht. Da das Spiel Ungarn gegen Deutschland in der Vorrunde trotz Verlängerung 8:8 endete, wurde eine Wiederholung angesetzt, die Ungarn klar mit 16:6 gewann. Im Spiel um Platz 3 am 8. August standen sich die Mannschaften aus Mexiko und Ungarn gegenüber, das Spiel endete 16:2.
Bereits am 7. August um 14:00 spielten im Finale Argentinien und das Vereinigte Königreich gegeneinander. Argentinien gewann 11:0 und errang somit die Goldmedaille. Silber ging an das Vereinigte Königreich, Bronze an Mexiko. Auf den weiteren Plätzen folgten Ungarn und Deutschland.

### Radsport
Im Radsport wurden für Männer vier Wettkämpfe auf der Bahn und zwei auf der Straße ausgetragen. Im Sprint, beim 1000-Meter-Zeitfahren, beim 2000-Meter-Tandemrennen und in der 4000-Meter-Mannschaftsverfolgung durfte nur ein Starter beziehungsweise Team je Land an den Start gehen. Im Finale des Radsprintens foulte der Deutsche Toni Merkens den Niederländer Arie van Vliet. Anstatt disqualifiziert zu werden, erhielt er eine Geldbuße von 100 Mark und durfte seine Goldmedaille behalten. Das Straßenrennen wurde erstmals seit 1906 mit Massenstart ausgetragen. Da der Kurs jedoch nur 100 Kilometer lang und sehr flach war, kam das Feld nahezu geschlossen im Abstand von wenigen Sekunden an, so dass das Kampfgericht nicht in der Lage war, jeden Fahrer zu platzieren. Auch konnte dadurch Rang sechs der Mannschaftswertung nicht vergeben werden. Die Durchschnittsgeschwindigkeit dieses Rennens lag bei 39,2 km/h.
Besonders erfolgreich schnitt der Franzose Robert Charpentier ab, der drei Goldmedaillen gewann. Durch ihn war Frankreich auch die beste Nation bei den Radsportwettbewerben, sie holten insgesamt drei Gold-, zwei Silber- und zwei Bronzemedaillen. Ähnlich erfolgreich waren die deutschen und die niederländischen Teilnehmer.

### Reiten

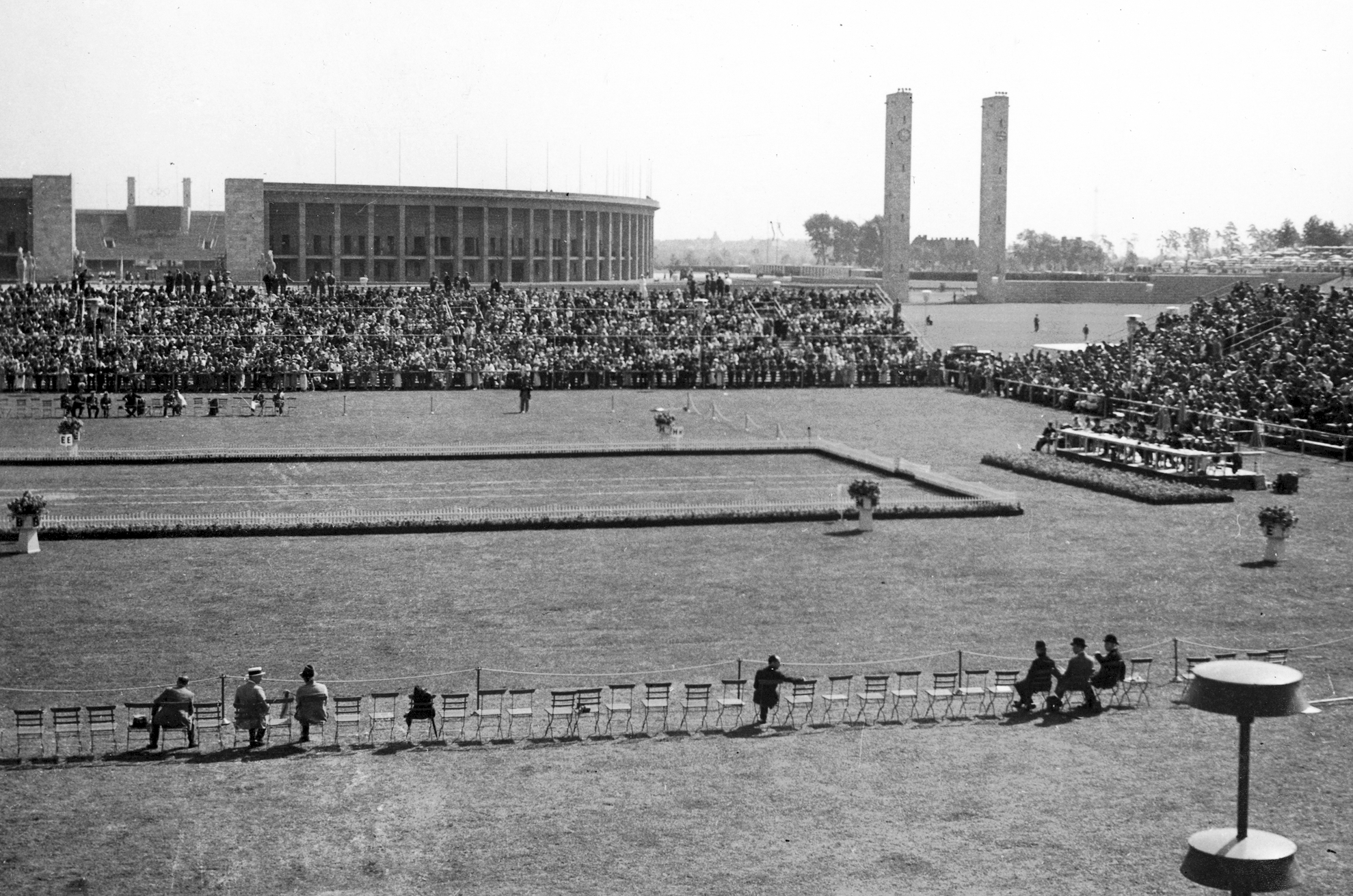
Olympische Dressurwettbewerbe auf dem Maifeld

Es fanden sechs Wettbewerbe im Reiten statt. Beim Geländeritt der Einzelwertung stürzte Konrad Freiherr von Wangenheim mit seinem Pferd „Kurfürst“ und brach sich das linke Schlüsselbein. Trotz der Verletzung stieg er wieder auf sein Pferd und beendete den Ritt. Mit unbeweglichem Arm startete er am nächsten Tag wieder, stürzte erneut und zwang sich wieder, den Ritt zu beenden, so dass er die Goldmedaille für die deutsche Mannschaft rettete. Bei den Reitwettbewerben erwiesen sich die Deutschen als überlegen und gewannen alle sechs Goldmedaillen, außerdem eine Silbermedaille. Elf andere Länder holten jeweils eine Medaille bei diesen Wettbewerben.

### Ringen
Im Ringen wurden je sieben Wettkämpfe im Freistil und im griechisch-römischen Stil ausgetragen. Beim Freistilringen nahmen insgesamt 100 Sportler in den verschiedenen Gewichtsklassen teil, beim griechisch-römischen Ringen 110. Erstmals lag das Reglement in schriftlicher Form vor. Die Höchstdauer für einen Kampf betrug im Freistil 15 Minuten, im griechisch-römischen Stil 20 Minuten. Die Kampfrichter konnten nach den ersten zehn Minuten eine Bodenrunde von zwei Mal drei Minuten sowie eine folgende Periode von vier Minuten stehend anordnen. Die Ringer wurden mit einem roten beziehungsweise grünen Band gekennzeichnet. Der Ringer, der fünf Fehlerpunkte hatte, musste aus dem Turnier ausscheiden.
Die erfolgreichsten Ringer kamen aus Schweden, sie holten insgesamt vier Gold-, drei Silber- und zwei Bronzemedaillen. Ähnlich erfolgreich war Ungarn. Deutschland erreichte keine Goldmedaille, jedoch drei Silber- und vier Bronzemedaillen. Der deutsche Ringer und Kommunist Werner Seelenbinder hatte vor, als Zeichen des Protests bei der Siegerehrung den erwarteten Hitlergruß zu verweigern und stattdessen eine obszöne Geste zu machen. Nach einer Erstrundenniederlage musste Seelenbinder diesen Plan aufgeben. Am Ende belegte er Platz vier im olympischen Wettkampf.

### Rudern
Im Rudern gab es sieben Wettbewerbe. Pro Klasse konnte ein Boot je Land teilnehmen. Die deutschen Athleten waren in dieser Sportart am erfolgreichsten und gewannen fünf Goldmedaillen, eine Silber- sowie eine Bronzemedaille.

### Sportschießen
Drei Wettbewerbe wurden im Sportschießen ausgetragen. Dabei gab es zwei neue Weltrekorde:
- Kleinkaliber liegend, Willy Røgeberg (NOR): 300 Ringe
- Freie Scheibenpistole, Torsten Ullman (SWE): 559 Ringe

Deutschland errang bei diesen Wettkämpfen eine Gold- und zwei Silbermedaillen.

### Schwimmen

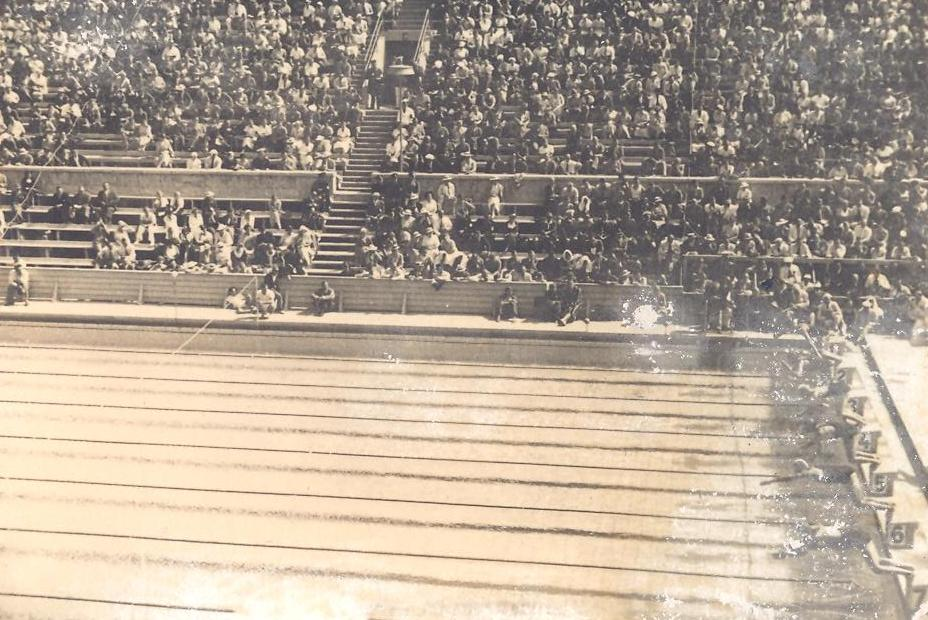
Olympische Sommerspiele 1936, Schwimmen

Im Schwimmen wurden sechs Wettbewerbe für Männer und fünf für Frauen ausgetragen. Auch die Disziplinen Wasserball mit einem Wettbewerb (nur Männer) und Wasserspringen mit vier Wettbewerben (je zwei für Männer und Frauen) werden der Sportart Schwimmen zugerechnet. Die 4-mal-200-Meter-Freistilstaffel aus Japan erreichte im Finale einen neuen Weltrekord mit einer Zeit von 8:51,5 Minuten. Japan war mit vier Gold-, zwei Silber- und fünf Bronzemedaillen in den reinen Schwimmwettbewerben die erfolgreichste Nation. Es folgten die Niederlande und die Vereinigten Staaten. Deutschland gewann drei Silbermedaillen und eine Bronzemedaille.
Beim Wasserballturnier nahmen 140 Sportler aus 16 Ländern teil. Die ersten zwei der Vorrundengruppen kamen in die Zwischenrunde, die jeweils beiden Besten der Zwischenrunden spielten um die Plätze eins bis vier, die übrigen um die Ränge fünf bis acht. Für einen Sieg gab es zwei, für ein Unentschieden einen Punkt. Bei Punktgleichheit entschied das Torverhältnis. Ungarn gewann die Gold-, Deutschland die Silber- und Belgien die Bronzemedaille. Beim Wasserspringen gingen zehn der zwölf Medaillen an Sportler aus den Vereinigten Staaten, zwei Bronzemedaillen an deutsche Sportler.

### Segeln
Die vier Wettbewerbe im Segeln wurden auf der Kieler Förde vor Kiel ausgetragen. Das Wertungssystem war das gleiche wie bei den Olympischen Spielen 1932 in Los Angeles. Für jede ordnungsgemäß beendete Wettfahrt erhielt die Jacht einen Punkt zuzüglich je eines Punktes pro besiegter Jacht. Die Niederlande, Deutschland, Italien und das Vereinigte Königreich gewannen je eine Goldmedaille.
Im Starboot gewannen Peter Bischoff und sein Vorschotmann Hans-Joachim Weise als erste deutsche Segler eine olympische Goldmedaille.

### Turnen
Im Turnen wurden acht Wettbewerbe für Männer und einer für Frauen ausgetragen. Aus dieser Sportart ging der erfolgreichste deutsche Sportler der Olympischen Spiele in Berlin hervor. Konrad Frey errang drei Goldmedaillen – am Barren, am Seitpferd und mit der Mannschaft im Zwölfkampf. Außerdem erreichte er eine Silbermedaille am Reck sowie zwei Bronzemedaillen am Boden und im Zwölfkampf. Am Boden wurden zwei Bronzemedaillen vergeben, da Konrad Frey und der Schweizer Eugen Mack die gleiche Punktzahl erzielten.
Insgesamt errang Deutschland in dieser Sportart sechs Goldmedaillen, eine Silbermedaille und sechs Bronzemedaillen. Die Schweiz erkämpfte sich eine Goldmedaille (Georges Miez im Bodenturnen), sechs Silber- und zwei Bronzemedaillen.

### Kunstwettbewerbe
Während der Olympischen Sommerspiele in Berlin fanden 15 Kunstwettbewerbe statt. Prämiert wurden kulturelle Beiträge aus den Bereichen Baukunst, Literatur, Musik, Malerei und Grafik sowie Bildhauerkunst. Reichspropagandaminister Joseph Goebbels eröffnete die Kunstausstellung in der Halle VI des Messegeländes bereits am 15. Juli 1936. Etwa 70 Kunstwerke wurden anschließend verkauft. Auch bei diesem Wettbewerb war Deutschland mit fünf Gold-, fünf Silber- und zwei Bronzemedaillen die erfolgreichste Nation.
Außerdem wurde bei den Spielen in Berlin zum dritten und letzten Mal der olympische Bergsteigerpreis Prix olympique d’alpinisme verliehen. Die beiden Schweizer Hettie Dyhrenfurth und Günter Dyhrenfurth erhielten die Goldmedaille für ihre Himalayaexpeditionen in den Jahren 1930 und 1934. Den Schweizer Hermann Schreiber ehrte man mit der Goldmedaille für einen Segelflug über die Alpen. „San Min Chu-i“ („Drei Prinzipien des Volkes“), die chinesische Nationalhymne, wurde zur weltbesten Nationalhymne der Olympischen Spiele gewählt.

### Demonstrationssportarten und Vorführungen
Als Demonstrationssportarten fanden Baseball und Segelfliegen statt. Die Baseballdemonstration war ein einziges Spiel, das am 12. August um 20:30 Uhr im Olympiastadion unter Flutlicht ausgetragen wurde. Es standen sich die beiden US-amerikanischen Mannschaften „Weltmeister“ und „Olympics“ gegenüber. Das Spiel endete 6:5 für die Weltmeistermannschaft. Auch die Segelflugwettbewerbe auf dem Flugplatz Staaken hatten keinen Wettkampfcharakter. 14 Piloten (darunter eine Frau) aus sieben Ländern sind namentlich bekannt, es gab jedoch noch weitere Teilnehmer. Die Piloten stammten aus Bulgarien, Italien, Ungarn, Jugoslawien, der Schweiz, Deutschland und Österreich. Der Schweizer Hermann Schreiber, der außerdem für einen Segelflug über die Alpen mit einer Goldmedaille ausgezeichnet wurde, nahm auch an diesem Wettbewerb teil. Die Vorführung fand am 4. August um 11:00 Uhr statt. Bereits am 3. August ereignete sich ein schwerer Unfall bei den Übungen für die Vorführungen. Der Österreicher Ignaz Stiefsohn stürzte beim Kunstflug infolge eines Flügelbruchs tödlich ab.
Außerdem gab es Vorführungen von Turnerinnen und Turnern aus China, Dänemark, Finnland, Norwegen, Ungarn, Schweden und Deutschland. Im Innenraum des Radstadions fanden Darbietungen im Kunstradfahren, Kunstreigen und Radball statt. Am 16. August wurde im Schwimmstadion ein Schauspringen aller Medaillengewinner im Wasserspringen veranstaltet. Am Austragungsort der Kanuwettbewerbe fanden Kenterübungen von 40 deutschen Kanuten und eine Auffahrt von 116 Zehnerkanadiern statt. Des Weiteren gab es ohne Medaillenvergabe eine deutsche Vorführung mit Viererkajaks über 1000 Meter:
- 1. Platz: V.K.C. Köln 3:41,3 min
- 2. Platz: K.G. Wanderfalke Essen 3:42,1 min
- 3. Platz: V.K.B. Berlin 4:24,2 min

Den Charakter eines Demonstrationswettkampfes hatten auch die Erdteilstaffeln im Schwimmen. Hier trafen jeweils die USA und Asien (Japan) auf eine europäische Auswahl. Ebenso fand ein Wasserballspiel zwischen Europa und „Übersee“ statt, welches die Europäer mit 6:2 gewannen.
45 Minuten Deutsche Leibesübungen
45 Minuten Deutsche Leibesübungen war eine sportliche Großveranstaltung am 9. August 1936 im Berliner Olympiastadion. Insgesamt 4000 deutsche Turnerinnen und Turner vollführten am Vorabend der olympischen Turnwettkämpfe ein Massen-Schauturnen. Es wurden Freiübungen, Keulenschwingen und Ballspiele geboten. Die Präsentation integrierte u. a. eine „Körperschule“ der Männer, Gymnastik und Tänze von Frauen unter der Regie von Carl Loges. Meisterturner aus Hamburg und Berlin zeigten u. a. Vorführungen an den Ringen. Die Hamburger Turner hatten sich in einem Ausscheidungsturnen am 6. Juli 1936 qualifiziert.
Außerdem zeigten der vierfache Olympiasieger von 1896 Carl Schuhmann und eine Altersriege drei Übungen.

## Herausragende Sportler und Leistungen
| Rang | Sportler             | Land               | Sportart       | Gold | Silber | Bronze | Gesamt |
| ---- | -------------------- | ------------------ | -------------- | ---- | ------ | ------ | ------ |
| 1    | Jesse Owens          | Vereinigte Staaten | Leichtathletik | 4    | 0      | 0      | 4      |
| 2    | Konrad Frey          | Deutsches Reich    | Turnen         | 3    | 1      | 2      | 6      |
| 3    | Hendrika Mastenbroek | Niederlande        | Schwimmen      | 3    | 1      | 0      | 4      |
| 4    | Alfred Schwarzmann   | Deutsches Reich    | Turnen         | 3    | 0      | 2      | 5      |
| 5    | Robert Charpentier   | Frankreich         | Radsport       | 3    | 0      | 0      | 3      |

Der österreichische Reitsportler Arthur von Pongracz de Szent-Miklós und Óvár war mit 72 Jahren und 48 Tagen der zweitälteste Teilnehmer der Geschichte. Nur der schwedische Sportschütze Oscar Swahn war bei den Olympischen Spielen 1920 mit 72 Jahren und 279 Tagen zum Zeitpunkt des Wettkampfes noch älter gewesen. Die dänische Schwimmerin Inge Sørensen wurde im Alter von 12 Jahren und 24 Tagen die jüngste Olympiamedaillengewinnerin, sie gewann über 200 Meter Brust die Bronzemedaille. Die US-amerikanische Wasserspringerin Marjorie Gestring wurde mit 13 Jahren und 266 Tagen die jüngste Olympiasiegerin der Geschichte und entschied den Wettbewerb im Kunstspringen für sich.

## Propaganda

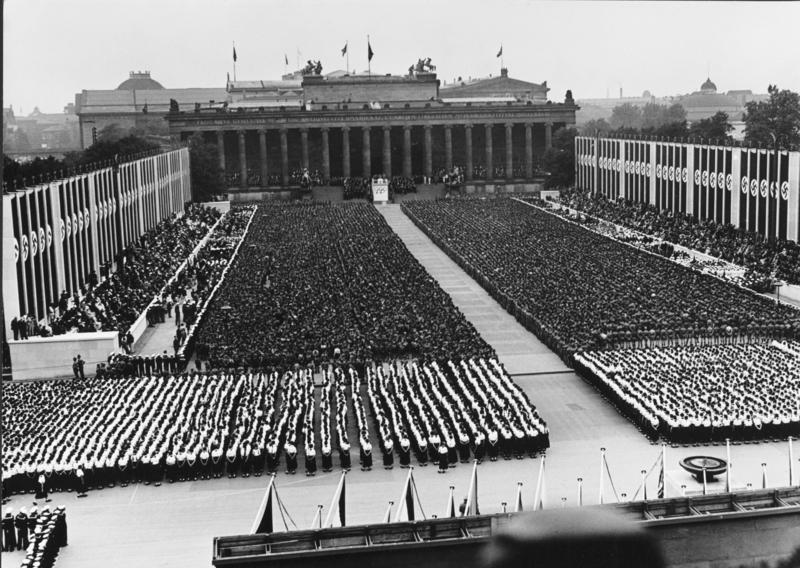
Naziaufmarsch im Lustgarten anlässlich der Sommerspiele

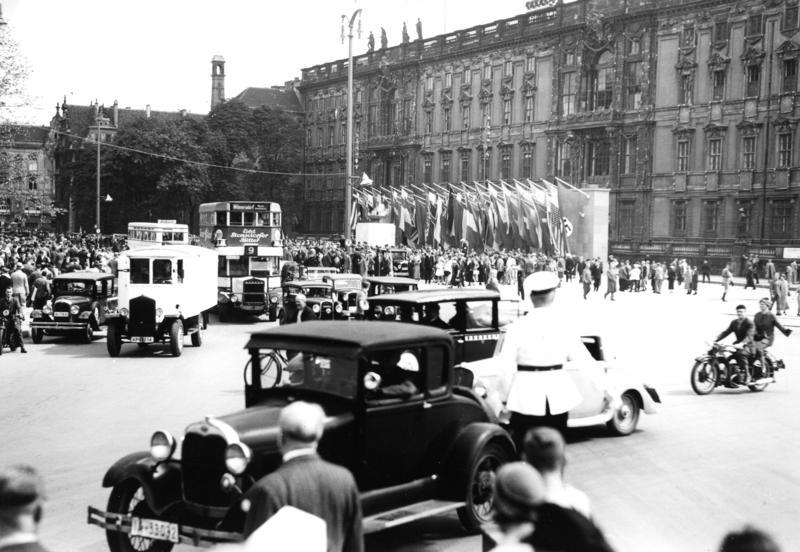
Fahnenschmuck vor dem Schloss

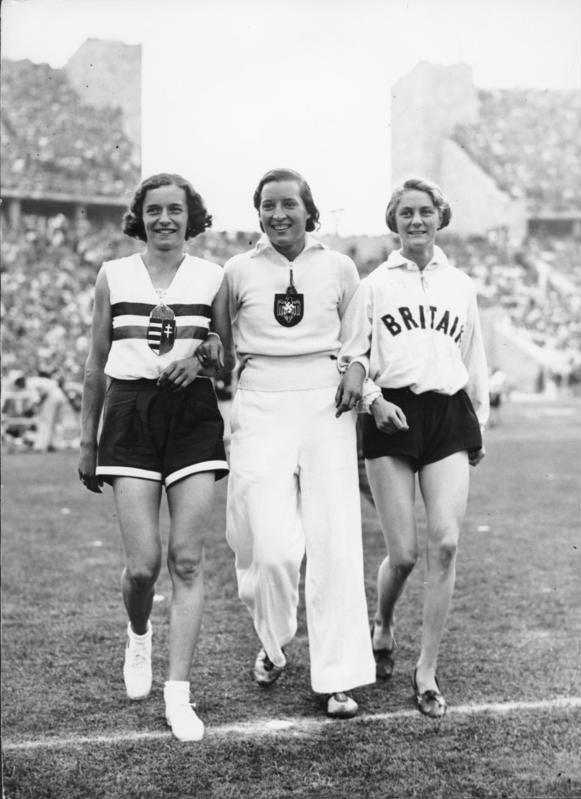
Medaillengewinnerinnen/Hochsprung im Stadion, von links nach rechts: Ibolya Csak (Gold), Elfriede Kaun (Bronze), Dorothy Odam (Silber). Die Jüdin Gretel Bergmann, die Teil des deutschen Olympiakaders war, wurde vom NS-Apparat als angeblich verletzt kaltgestellt.

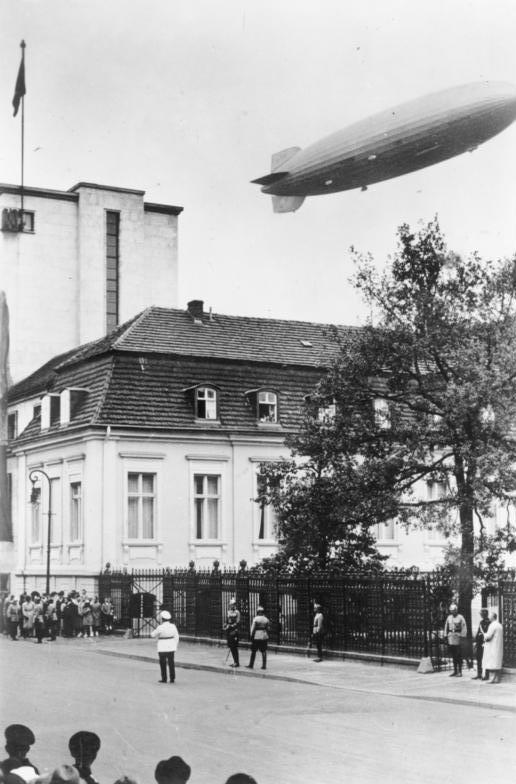
Wilhelmstraße (Berlin) Juli 1936: Luftschiff LZ 129 „Hindenburg“ bei einem Olympiawerbeflug über der (alten) Reichskanzlei mit dem 1928–1930 errichteten Erweiterungsbau im Hintergrund links

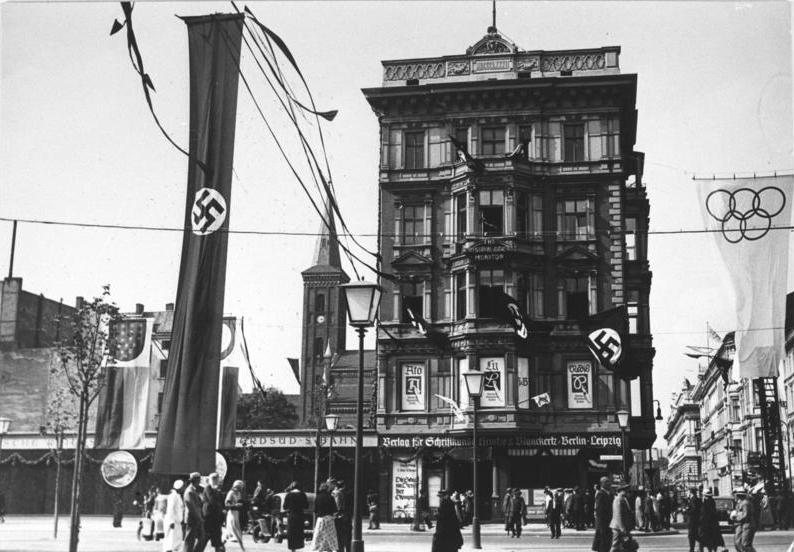
Straßenschmuck für die Olympischen Sommerspiele: Unter den Linden, Ecke Neue Wilhelmstraße

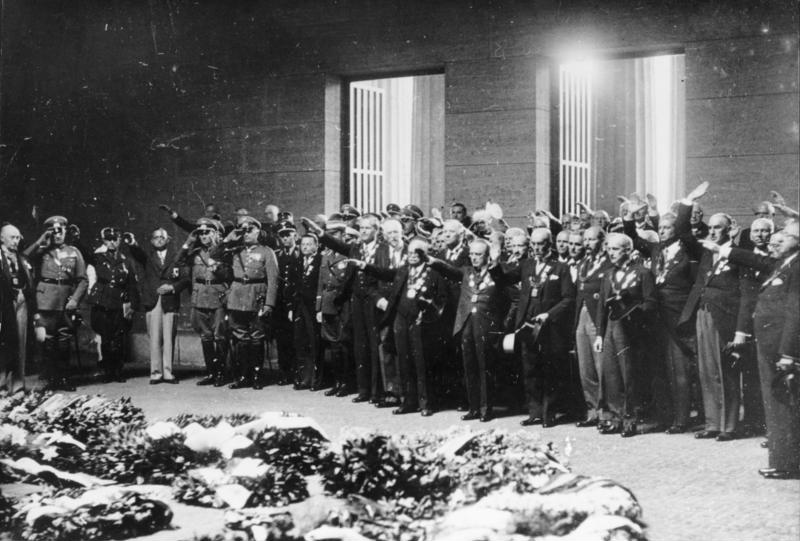
Berlin, Neue Wache, 1. August 1936: Mitglieder des Internationalen Olympischen Komitees am Ehrenmal für die Gefallenen des Weltkrieges

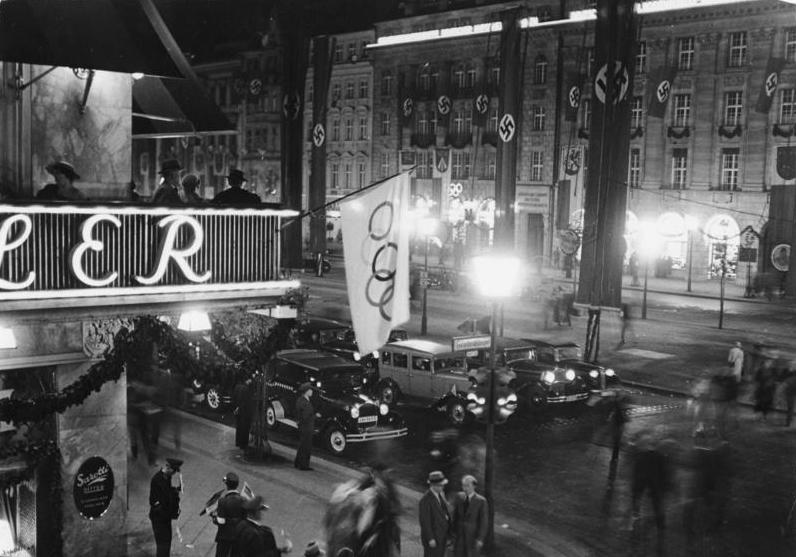
Ecke Friedrichstraße/Unter den Linden in Berlin. Am Café Kranzler ist eine Olympiafahne angebracht.

Für Deutschland, das als Angreifer und Verlierer des Ersten Weltkrieges angesehen wurde und aus diesem Grund zu den Olympischen Spielen 1920 und 1924 nicht eingeladen worden war, bedeutete die Vergabe der Olympischen Spiele einen Vertrauensbeweis sowie eine neue Chance, sich der Welt als guter Gastgeber zu präsentieren, der nach dem Ersten Weltkrieg zur Normalität zurückgefunden habe. Nach der Machtübernahme durch die Nationalsozialisten war jedoch zunächst völlig unsicher, ob die Olympischen Spiele 1936 aufgrund der ideologischen Sichtweisen der neuen deutschen Regierung tatsächlich stattfinden konnten.
Angesichts der propagandistischen Möglichkeiten, die eine erfolgreiche Durchführung der Olympischen Spiele 1936 bieten würde, betonte Reichskanzler Adolf Hitler, dass er alles tun werde, um die Spiele so vollkommen wie möglich zu gestalten. Mit den Olympischen Spielen wollte er der ganzen Welt zeigen, dass Deutschland unter seiner Führung ein friedliebendes, soziales und wirtschaftlich aufstrebendes Land sei. Um dieses Ziel zu erreichen, duldete Adolf Hitler sogar die Tatsache, dass Theodor Lewald, der Präsident des Organisationskomitees, nach nationalsozialistischer Vorstellung ein „Halbjude“ war. Um eine Verlegung der Spiele ins Ausland zu verhindern, ging Adolf Hitler offiziell auf die Forderungen des IOC nach Einhaltung der olympischen Regeln ein. Die Regierung verpflichtete sich dazu, einen freien Zugang „für alle Rassen und Konfessionen“ in die Olympiamannschaften zu erlauben. Um den Boykottbestrebungen entgegenzutreten, verpflichteten sich die Veranstalter gegenüber dem IOC, auch deutsche Juden prinzipiell nicht von den Spielen auszuschließen. Am Ende gehörte aber nur eine „Halbjüdin“ der deutschen Olympiamannschaft an, die Fechterin Helene Mayer, die eine Silbermedaille gewann. Kurz vor dem Antritt zu den Spielen wurde Gretel Bergmann vom NS-Regime aus rassistischen Gründen und mit der Begründung einer angeblichen Verletzung an der Teilnahme gehindert. Die Nationalsozialisten zwangen die Leichtathletin zuvor zur Rückkehr aus England, wohin sie emigriert war, und zum Training für die Spiele in Berlin, indem sie ihrer in Deutschland verbliebenen Familie mit Repressalien drohten. Eine ähnliche Alibifunktion hatte Werner Seelenbinder, der populäre mehrfache deutsche Meister im Ringen, der als bekannter Kommunist an den Spielen teilnehmen durfte. Seelenbinder war auch nach den Spielen noch sportlich aktiv, wurde aber 1942 verhaftet und 1944 im Zuchthaus Brandenburg enthauptet.
Neben der Möglichkeit, durch die Spiele das Ausland über den wahren Charakter des NS-Staates zu täuschen, war die Gelegenheit, mit diversen Baumaßnahmen der wirtschaftlichen Misere zu begegnen, die Arbeitslosenzahl zu verringern und auf diese Weise die Popularität der Regierung zu steigern, ein weiteres Motiv für Hitlers Bestreben. Seinen Entschluss für das umfangreiche Bauprojekt des Reichssportfeldes begründete Adolf Hitler wie folgt:

„Wenn man vier Millionen Arbeitslose hat, muss man für Arbeit sorgen.“

Propagandistischen und wirtschaftlichen Nutzen erhoffte sich die nationalsozialistische Regierung auch durch den zunehmenden Fremdenverkehr. Die Olympischen Spiele waren außerdem ein willkommener Anlass, die von der NS-Ideologie geforderte körperliche Ertüchtigung, das „Heranzüchten kerngesunder Körper“ für einen gesunden „Volkskörper“ im Hinblick auf Wehrertüchtigung und Einsatz im Krieg, auf breiter Basis zu propagieren und auch in die Tat umzusetzen. Durch die Integration aller Landsleute in die Vorbereitung der Olympischen Spiele 1936 sollte die Identifikation und Loyalität mit dem Regime erreicht werden. So betonte die Propaganda, dass kein Deutscher sich nur als Besucher der Olympischen Spiele fühlen solle, sondern dass jeder Deutsche in sich das Bewusstsein haben solle, Träger und damit Teilnehmer der Spiele zu sein. Mit der Parole „Olympia – eine nationale Aufgabe“, von Propagandaminister Joseph Goebbels und Innenminister Wilhelm Frick deklamiert, wurden die Deutschen in gewünschter Richtung auf die Olympischen Spiele vorbereitet. Eine erfolgreiche Olympiade soll nicht nur als Ausruf an die konkurrierenden Staaten dienen, sondern auch dem deutschen Volk neues Selbstvertrauen verleihen.
Einem Olympia-Propaganda-Ausschuss und dem ihm angeschlossenen Amt für Sportwerbung oblag die gesamte Propaganda. In einer Heftreihe wurden dem Volk die teilweise komplizierten Regeln der Wettbewerbe erläutert. Als besonderer Aspekt der Propaganda galt die fahrbare Olympia-Wanderausstellung, die ein Jahr lang durch Deutschland zog und in fast hundert Städten zu sehen war. Daneben wurde mit Plakaten, Prospekten, Olympiazeitungen, Filmen und Diavorträgen im In- und Ausland für die Olympischen Spiele 1936 und für Deutschland geworben. Im Ausland lockten die Filialen der Reichsbahnzentrale für den deutschen Reiseverkehr mit üppig aufgemachten Schaufensterdekorationen zu einem Besuch Deutschlands anlässlich der Spiele. Auf besondere Zustimmung stieß die Reduzierung der Fahrpreise für Eisenbahnfahrten nach Deutschland um 60 Prozent. Wenige Wochen vor Eröffnung der Olympischen Sommerspiele wurde die deutsche Bevölkerung aufgerufen, durch besonders zuvorkommendes und höfliches Verhalten gegenüber den Gästen der Olympischen Spiele „alle Vorurteile gegenüber dem deutschen Volk aus der Welt zu schaffen“.
Das propagandistische Hauptereignis aber waren die Olympischen Sommerspiele selbst. Gegen alle Mahnungen des IOC, die Gastgeberrolle nicht zur Selbstdarstellung zu missbrauchen, nutzte das Regime alles, um mit einem „propagandistischen Gesamtkunstwerk“ sich selbst gut in Szene zu setzen, mit begeisterten Volksmassen Ekstase und Einigkeit von Volk und Führer zu demonstrieren. Mit Rahmenveranstaltungen wie Theater- und Opernaufführungen, dem von Carl Diem geschaffenen Festspiel „Olympische Jugend“, verschiedenen Kunstausstellungen, der Deutschlandausstellung und sportlichen Begleitveranstaltungen wollten die nationalsozialistischen Machthaber der Welt die Größe und Bedeutung Deutschlands vorhalten, alle bisherigen Olympischen Spiele übertrumpfen und sich als friedliebend und weltoffen darstellen. Die Zwiespältigkeit des Systems offenbarte sich allerdings in der zynischen und skrupellosen Art, mit der die Nationalsozialisten vor den Gästen die wahren Zustände in Deutschland schönfärbten. Mit flaggen- und girlandengeschmückten Häusern und Straßen wurde eine perfekte Fassade aufgebaut, um den Eindruck eines ordentlichen, sauberen, zivilen und sozialen Deutschlands zu vermitteln.
Um die internationalen Gäste über die fortwährende Diskriminierung und Verfolgung der Juden in Deutschland zu täuschen, veranlasste Karl Ritter von Halt, der Organisator der Winterspiele, die Entfernung aller antisemitischen Schilder (wie solche mit der Aufschrift „Juden unerwünscht“) in Berlin für die Zeit der Spiele. In der Hitlerjugend sang man deshalb „Nach der Olympiade / schlagen wir die Juden zu Marmelade.“ Jede judenfeindliche Äußerung sollte während der Spiele unterbleiben. Vor dem Erscheinen musste jede Ausgabe der antisemitischen Wochenzeitung „Der Stürmer“ der Polizeidienststelle des Bayerischen Staatsministeriums des Innern zur Prüfung vorgelegt werden. Redakteure, die gegen diese Anordnung verstießen und weiterhin antisemitische Hetzkampagnen publizierten, wurden in Schutzhaft genommen. Die „Prestigeveranstaltung Olympische Spiele“ sollte dadurch nicht gefährdet werden.
War die nationalsozialistische Propaganda bei den Winterspielen bemüht, jedes Anzeichen von Antisemitismus zu vermeiden, so wurden kurz vor Eröffnung der Olympischen Sommerspiele die in Berlin lebenden Roma und Sinti in ein in Marzahn eingerichtetes Zwangslager am Stadtrand verbracht. Während die NS-Propaganda das „Weltfriedensfest“ feierte, entstand nahe Berlin zeitgleich das Konzentrationslager Sachsenhausen. Die Nationalsozialisten haben das Instrument der Propaganda offensichtlich gekonnt eingesetzt, denn viele Gäste und Funktionäre sahen während der Olympischen Spiele nur das, was sie sehen sollten. Im Auftrag des Reichsministeriums für Volksaufklärung und Propaganda hielt Sven Hedin am 4. August die Ansprache Sport als Erzieher und Leni Riefenstahl drehte den zweiteiligen Dokumentarfilm „Olympia“ über die Olympischen Sommerspiele von 1936, der zu den bekanntesten Filmen des Nationalsozialismus gehört.
Bei der Eröffnungsfeier der Olympischen Sommerspiele 1936 in Berlin sowie der Winterspiele 1936 in Garmisch-Partenkirchen bejubelten die Zuschauer die Olympiamannschaften beim Eintritt in das Stadion, als die Athleten den rechten Arm hoben und zum vermeintlichen Hitlergruß ausstreckten. Was zu dieser Zeit allerdings kaum jemand wusste war, dass diese Ehrerbietung mit dem ausgestreckten Arm auch der olympische Gruß war.
Ebenfalls im Rahmen der Eröffnungsfeier wurde das von den Ausmaßen her überwältigende Luftschiff Hindenburg eingesetzt, auf dessen vier Heckflossen Hakenkreuze angebracht waren. Kurz bevor Adolf Hitler zu der Eröffnungszeremonie erschien, zog das Luftschiff die olympische Flagge an einem langen Seil befestigt über die Zuschauerränge.
Auch wirtschaftlich waren die Olympischen Spiele für Deutschland ein großer Erfolg. Bei Gesprächen in der Wolfsschanze verkündete Hitler am 12. April 1942, dass die Spiele eine halbe Milliarde Devisen eingebracht hätten. Bei den Berliner Banken wurden während der Olympischen Spiele 23 Millionen Devisen eingewechselt, außerdem mussten alle Ausländer ihre Eintrittskarten in Devisen bezahlen. Der Erlös der Eintrittskarten brachte 9.034.442,79 Reichsmark, die Gesamteinnahmen sind jedoch unbekannt. Eine Karte zum Ringen oder Polo kostete eine Reichsmark, zu den Leichtathletikveranstaltungen oder der Baseballvorführung etwa vier Reichsmark. Insgesamt wurden fast 3,8 Millionen Eintrittskarten verkauft.
Die Organisationskosten beliefen sich auf etwa 6,5 Millionen Reichsmark, außerdem investierte die Stadt Berlin 16,5 Millionen Reichsmark in den Ausbau der Infrastruktur und fast 100 Millionen Reichsmark in den Bau der Sportanlagen. Was die „reinen“ Olympiakosten angeht, gab es laut Carl Diem einen Überschuss von 4,5 Millionen Reichsmark.

## Berichterstattung

Infobild des Fernsehsenders „Paul Nipkow“

Erstmals wurden Olympische Spiele direkt im Rundfunk übertragen. 41 Rundfunkgesellschaften waren zugelassen, es gab 68 Übertragungsstätten und 3000 Sendungen in 40 Ländern. Ein Sonderdienst des Deutschen Kurzwellensenders verbreitete die Olympianachrichten mit Ausnahme von Australien auf allen Kontinenten. Auch das Fernsehen hatte Premiere. Aus dem Olympiastadion übertrug eine Farnsworth-Kamera 15 Sendungen mit einer Gesamtzeit von 19 Stunden. Im Schwimmstadion war das Ikonoskop der Reichspost installiert. Erstmals in der Sportgeschichte wurden die Schwimmer unter Wasser aufgenommen. Der Fernsehsender Paul Nipkow sendete täglich von 10 bis 12 und von 15 bis 19 Uhr. In 138 Stunden wurden so 175 Wettkämpfe übertragen. Die Zahl der privaten Empfänger war allerdings gering, weil kaum jemand einen Fernseher besaß. Stattdessen gab es in Berlin 25 Fernsehstuben, in Leipzig zwei und in Potsdam eine. In diesen zählte man 162.228 zahlende Besucher.
Siehe auch: Geschichte des Fernsehens in Deutschland
Insgesamt waren ungefähr 1800 Journalisten akkreditiert. Da die Pressekarten unpersönlich und übertragbar waren, ist es jedoch nicht möglich, die exakte Zahl der anwesenden Journalisten zu nennen. Namentlich erfasst wurden 700 ausländische Journalisten aus 58 Staaten. In Berlin waren 117 Fotografen bei den Wettbewerben anwesend. Dank der neuen Erfindung von Agfacolor wurde zum ersten Mal in der Geschichte Farbfotografie bei den Olympischen Spielen eingesetzt. Der Reichssportverlag veröffentlichte vom 21. Juli bis zum 19. August insgesamt 30 Ausgaben der „Olympia Zeitung“, die über die aktuellen Olympiaereignisse berichteten. 1937 gab das Organisationskomitee einen zweiteiligen offiziellen Bericht heraus. In deutscher und englischer Fassung wurden darin auf mehr als 1200 Seiten Infos zu den Olympischen Spielen 1936 in Berlin veröffentlicht.

## Sonstiges
Nach den Olympischen Spielen 1936 gab Hitler im September 1937 bekannt, dass Deutschland an keinen Spielen mehr teilnehmen werde. In Zukunft, so meinte er, würden in Nürnberg die großartigsten Sportveranstaltungen der Welt und die größten Sportwettkämpfe, die je stattgefunden haben, in eigener Regie unter uns abgehalten werden. Hinter Hitlers Aussage steckte nicht nur eine Phantasterei. Bereits Ende November 1936 wurde eine Verfügung unterzeichnet, der zufolge unter der Schirmherrschaft der SA künftig sogenannte Nationalsozialistische Kampfspiele stattfinden sollten. Diese Kampfspiele waren also eine Art nationale Olympiade und als Fortsetzung bzw. Ersatz der Olympischen Spiele gedacht. Albert Speer setzte Hitler im Laufe des Jahres 1937 davon in Kenntnis, dass die bisherigen Planungen für das Deutsche Stadion nicht mit den olympischen Maßen konform seien. Daraufhin erhielt er von Hitler eine Rückantwort, dass dies ganz unwichtig sei, da nach 1940, so meinte Hitler, die Olympischen Spiele für alle Zeiten in Deutschland stattfinden würden und zwar in diesem jenen Stadion. Und wie das Sportfeld bemessen sei, so fuhr er fort, das bestimmen dann wir!

## Rezeption
In den drei Versionen des Musikvideos zu Peter Gabriels Antikriegs-Lied Games Without Frontiers von 1980 werden auch Szenen aus dem Propagandafilm Olympia von Leni Riefenstahl über die Olympische Sommerspiele von 1936 verwendet.
Die Band Rammstein verwendete Ausschnitte aus diesem Film für ihr Musikvideo zu dem Lied Stripped (1998).